# Haie

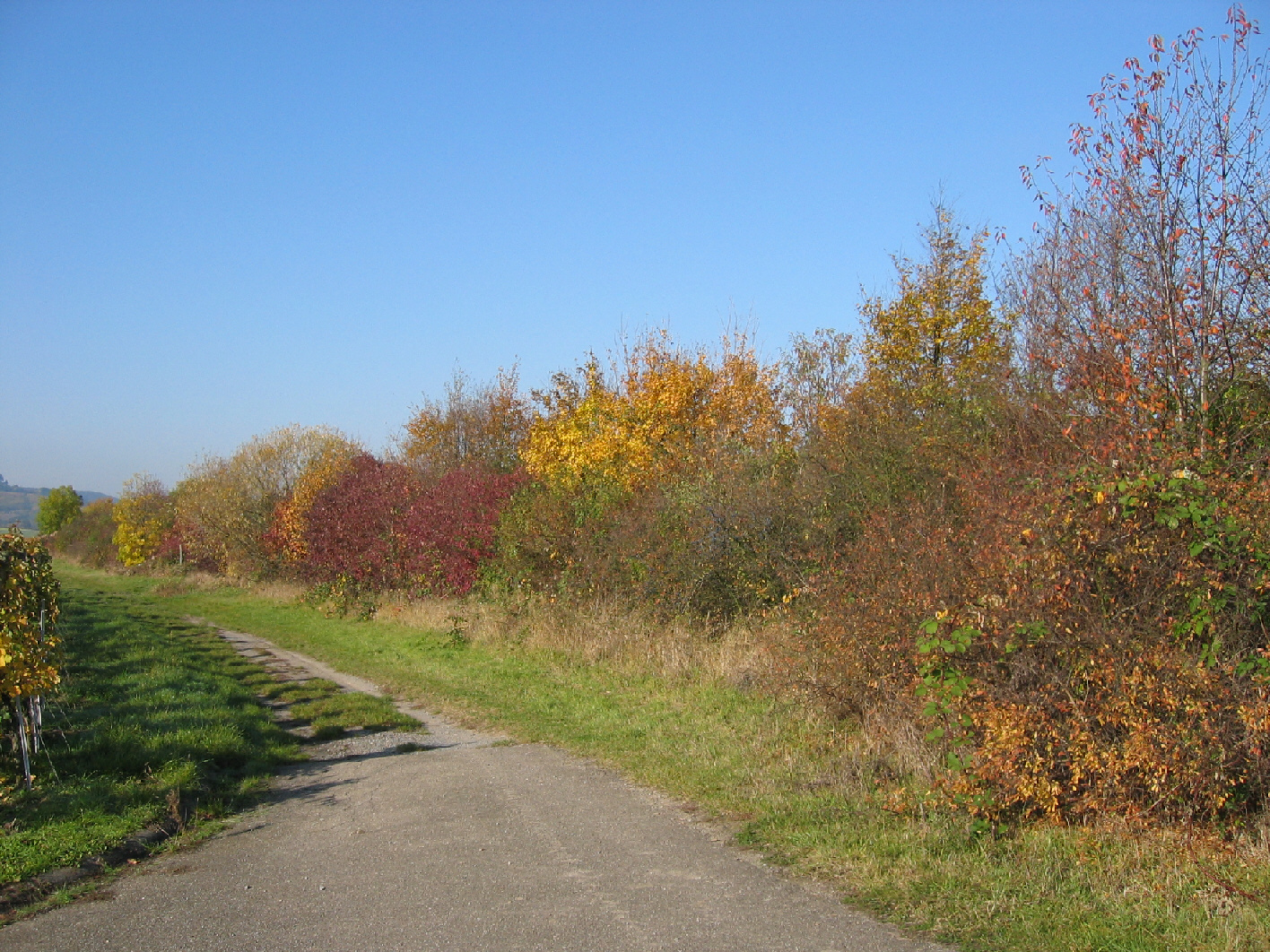
En automne, une haie vive poussant en bordure de chemin à Öhringen, Allemagne.

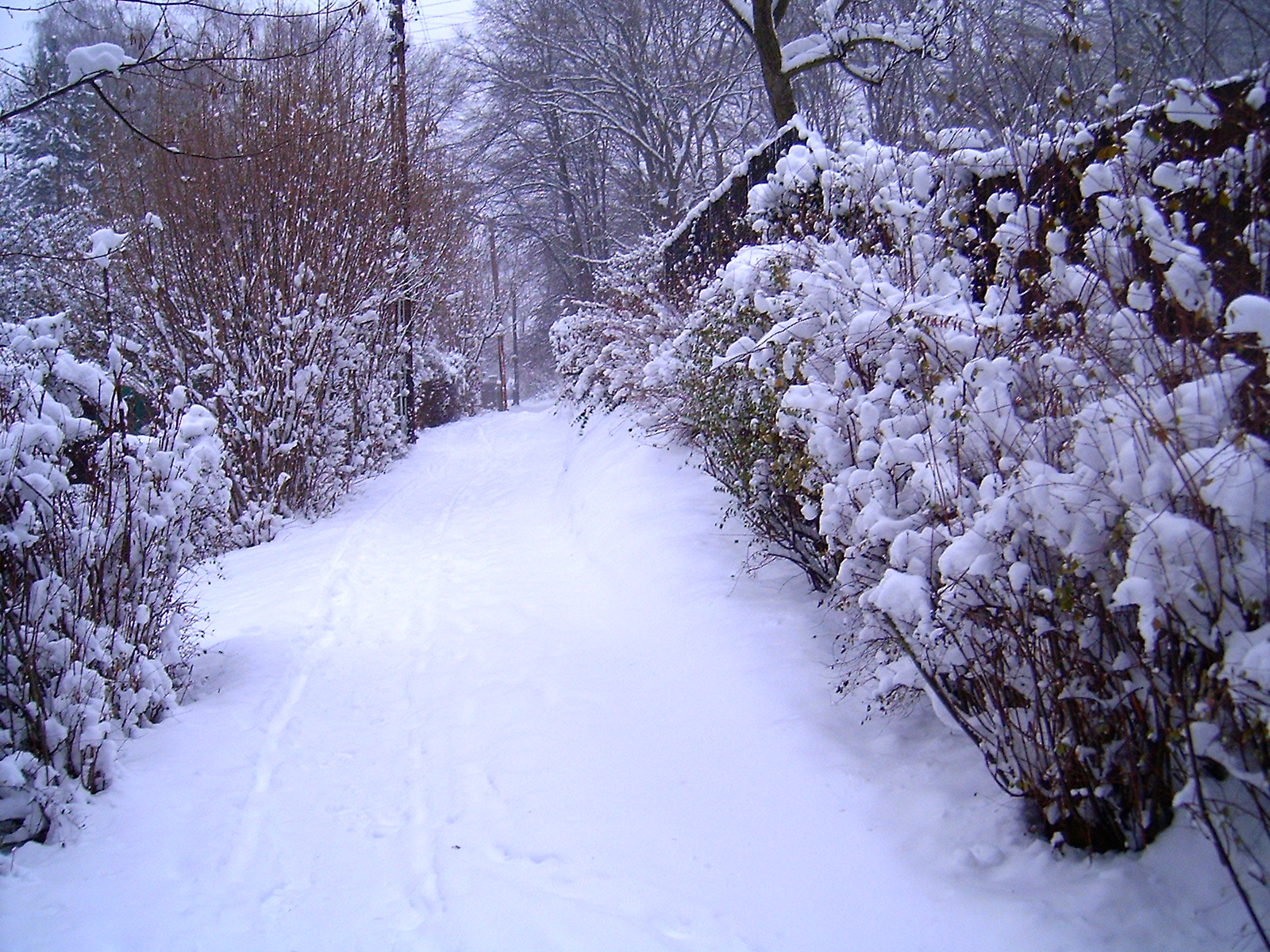
En hiver, une double haie taillée encadrant un sentier de Tchéquie.

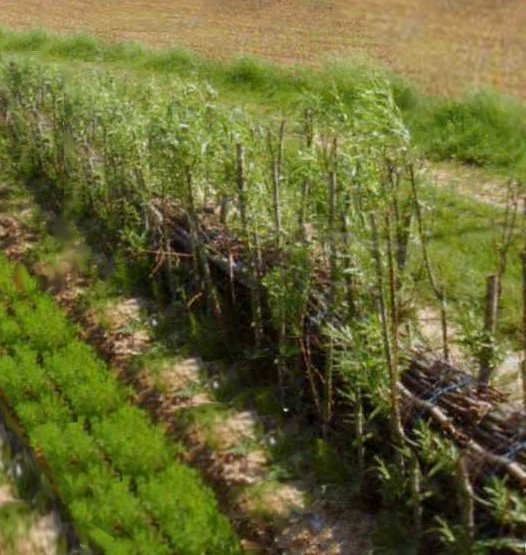
Au printemps, une toute jeune haie reconstruite de saules et incorporant des fascines en fagots, ceci pour stabiliser des terrains soumis au ruissellement dans le Pas-de-Calais, France.

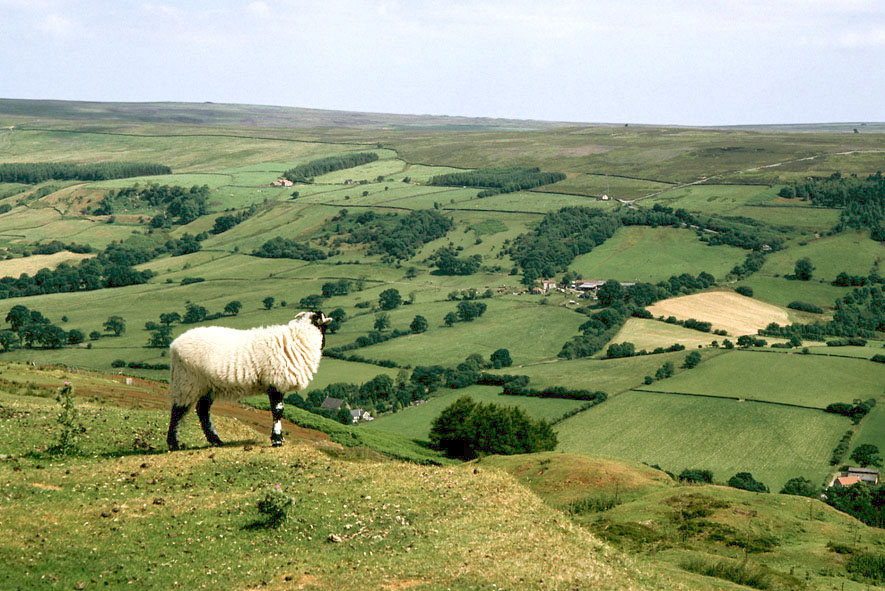
En été, des haies naturelles séparant des parcelles agraires et formant un paysage de bocage à North York Moors, Angleterre.

Une haie est une structure végétale linéaire associant arbres, arbustes et arbrisseaux (fruticée), sous-arbrisseaux et autres plantes indigènes qui poussent librement, ou sont entretenus pour former une clôture entourant une unité foncière, ou pour constituer un abri à une faune locale et une flore spécifique formant un biotope particulier.
La haie est moins répandue dans les régions aux sols pauvres et acides ou fortement soumises aux embruns et vents littoraux, là où toute plante ligneuse élevée a du mal à se développer. Elle est alors remplacée par des murets de pierres sèches plus ou moins végétalisés (haies murées), des techniques de treillage (treille), de plessage (haies plessées de bois vif) ou même de palissage (palissade de bois mort).

## Les traits de caractères

### Le volume
Le volume des haies est maîtrisable en arboriculture par la taille (émondage, coupe sélective, élagage, etc.) sous l'action des cisailles, de la tronçonneuse ou du taille-haie du jardinier ou de l'arboriste. La technique de haie taillée, destinée à guider la croissance des plantes, est poussée à ses limites avec l'art topiaire appliqué sur les haies des jardins à la française. Née à l'époque de la Rome antique, cette méthode consiste à tailler les arbres et arbustes dans un but décoratif pour former des haies, des massifs ou des sujets de formes très variées (géométriques, personnages, animaux, etc.). Des plantes sempervirentes, à petites feuilles et à port compact, se prêtent à cet usage : l'if et le buis (très utilisé car compact et de pousse lente), le laurier-cerise, le cyprès, et même le lierre.

### L'épaisseur
L'épaisseur limitée de la haie, en général d'un à cinq mètres de large, en fait un écosystème particulier associant une face ombrée (située au nord dans l'hémisphère nord), un cœur stable et dense, et enfin une face ensoleillée (orientée au sud). Les haies sont usuellement disposées en limites de parcelle pour assurer la séparation des propriétés ou la protection contre l'intrusion. Mais certaines haies sont placées en intérieur de parcelle pour séparer des cultures (cas dans les joualles) ou pour attirer une faune utile à l'écosystème en présence, aux agriculteurs biologiques et durables, aux sylviculteurs, aux permaculteurs, aux maraichers ou aux jardiniers éclairés.

## Description et typologie
Le paysage rural de bocage est composé de pâtures, de polycultures de type joualle ou même de jachères, toutes encloses de haies qui assurent diverses fonctions : de frontières ou limites de propriété • de sources d'oxygène et d'azote • d'infiltration - épuration - rétention - réinjection des eaux de ruissellement • de sources de bois-énergie (ou de construction) • de productions de plantes comestibles, baies, fruits, plantes médicinales, etc. • de protections microclimatique contre les chaleurs excessives (pour des haies larges) ou contre les vents (pour des haies brise-vent), etc.
De plus, les scientifiques écologues modernes ont démontré concernant la haie, son fort rôle d'abri et de lieux de nidification pour la faune utile et de nombreux organismes auxiliaires de l'agriculteur ou du jardinier (par exemple des essaims sauvages ou des ruchers d'abeilles pollinisatrices ou bien des oiseaux insectivores) qui offrent de nombreux services écosystémiques. Pour les groupements de haies, les écologues ont mis en évidence leurs influences positives sur le cycle du carbone, ainsi que leurs capacités à former un bio-corridor (une zone de transition écologique permettant le passage de la faune entre deux écosystèmes semblables) ou à créer un écotone, une zone de transit entre deux écosystèmes dissemblables (par exemple, une série continue de haies permettant le passage entre un sommet montagneux et un marais de littoral ).
Une haie sera plus ou moins « sauvage » en fonction de l'intervention humaine (ou de la non-intervention) sur ses constituants.

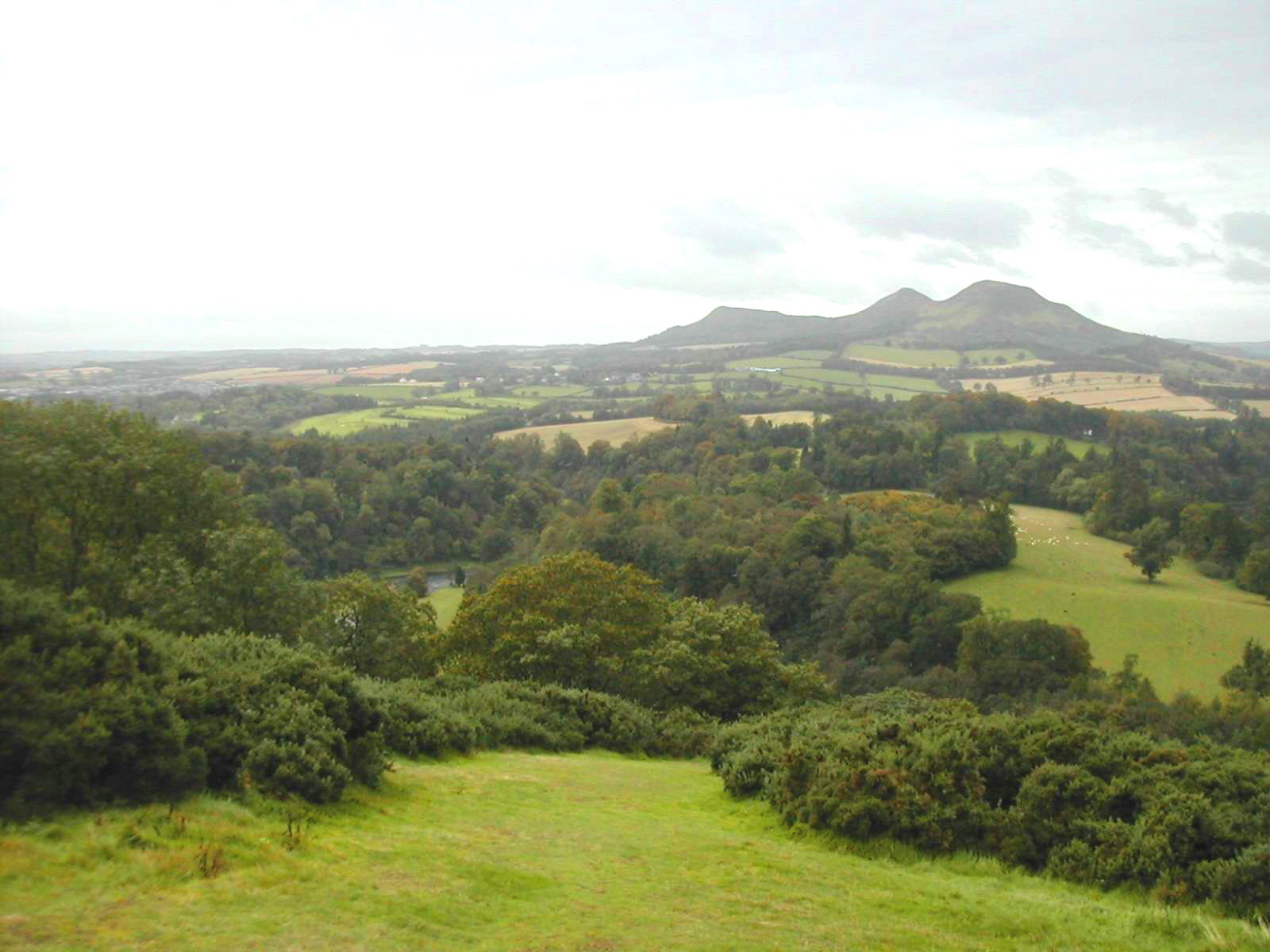
Un exemple de bocage d'un grand intérêt paysager et écologique, mêlant des haies naturelles, vives (à pousse libre) et basses (taillées), des champs cultivés et des prairies qui forment un véritable corridor biologique entre la partie montagneuse (en fond) et la vallée.
Photographie prise dans la région de Eildon, en Écosse qui serait l'ultime demeure du roi Arthur, un des héros les plus célèbres de la tradition européenne.

### La haie naturelle
La haie naturelle (à pousse libre avec des essences sauvages locales) est une haie haute et large qui protège les cultures et la flore autochtone de sa bordure, de l'action des intempéries (pluies, inondations, vents, gel, etc.). Gage de forte biodiversité, elle est constituée d'espèces et essences autochtones et variées qui attirent une faune riche et utile. Et ceci par opposition, aux « haies plus artificielles » que sont les haies taillées ou végétalisées.

### La haie vive
La haie vive (à pousse libre, mais avec des essences d'origines diverses et parfois exotiques) est une haie large et touffue abritant des arbres et arbustes qui ne sont pas ou peu taillés. Ces arbres et arbustes grandissent sans contrainte et abritent un écosystème particulier et riche ; et ceci contrairement aux « haies à pousse contrôlée » que sont les haies taillées ou végétalisées.

### La haie taillée
La haie taillée est à pousse contrainte par des interventions humaines faites à intervalles réguliers. La taille aura trois objectifs différents, selon le type de haie et surtout selon la volonté de son propriétaire :
1. réduire les épaisseur et hauteur par élagage, afin d'en limiter l'expansion sur la parcelle ou sur le voisinage.
2. produire du bois (hiver) ou du fourrage à bétail (été) par émondage, une technique traditionnelle de taille des haies. À cet effet, certaines haies sont constituées spécialement d'arbres têtards ébranchés de manière répétée (tous les sept ans par exemple) pour "en sortir" fourrage, bois de chauffe, pieux, piquets, perches, etc. À la suite de cet élagage drastique et répété dans le temps, des troncs verticaux massifs et solides se forment peu à peu. Ils permettront la réalisation de poutres solides et planches épaisses de qualité. Il y a moins d'un siècle, cette technique en survivance était très usitée dans les bocages breton, normand ou gâtinais.
3. réaliser un décor de haie taillée mise en forme forcée, à coups de cisailles. Généralement constituée d'une seule espèce persistante à pousse lente (if, buis ou lierre), cette haie taillée basse sera de faible valeur écologique ; comme l'est aussi la plus haute haie végétalisée.

### La haie-mur végétalisée
La haie-mur végétalisée (haie monospécifique ou béton vert) est à pousse très contrainte pour former une sorte de mur végétal géométrique. Généralement urbaine, cette haie-clôture haute (plus ou moins deux mètres) en forme de mur est constituée d'une plantation uniforme de cyprès, de lauriers, troènes ou  de thuyas ; tous à pousse rapide. Ces arbres persistants qui dépassent habituellement les dix mètres, sont avec le temps affaiblis par d'innombrables tailles réalisées au cordeau et au taille-haie. Ce type de haies est ainsi plus sensible aux sécheresses et aux maladies (jaunissement, puis mort). Il est aussi déserté par la faune ; et ceci contrairement aux haies naturelles ou vives très bio-diversifiées qui évoluent librement.

## Étymologie

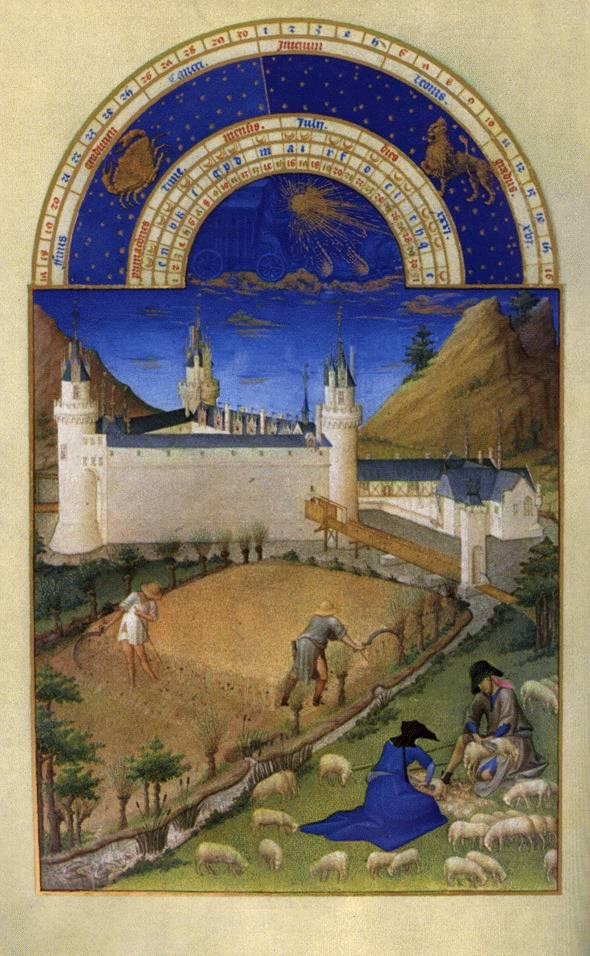
Au XV, les haies encadraient et protégeaient les cultures comme sur cette enluminure sur vélin ;
Livre d'heures nommé « Les Très Riches Heures du duc de Berry » et réalisé entre 1412 et 1416.

Le terme haie a pu désigner originellement autre chose qu'une rangée d'arbres, puisqu'on le trouve dans le sens de « lisière de forêt » sous la forme ancienne haye en toponymie (cf. La Haye-Aubrée, etc.), voire par extension des massifs forestiers eux-mêmes. Cependant, le sens actuel est clairement attesté dans le Psautier de Cambridge au XIIe siècle : « clôture faite d'arbres d'arbustes servant à protéger un champ ou un jardin ».
Le mot haie est issu du germanique *hagja qui a déjà le même sens reconstitué d'après le moyen néerlandais hegge, haie, clôture. On le trouve en latin médiéval sous la forme haja dès le IXe siècle. Le même étymon indo-européen *khag- « entouré de » a aussi donné le celtique *kagio- qu'on trouve sous les formes caïo, cagio, cagium en bas latin, à l'origine des termes quai (forme normano-picarde) et chai (forme du français central),.
De nombreux toponymes forestiers utilisent ce terme, où il désigne bien la forêt.
En France, la plus célèbre est la forêt de Haye, qui couronne Nancy. Moins connue, la forêt de Front de Haye[Où ?], où se déroulèrent des combats au cours du premier conflit mondial. Au nord d'Avesnes-sur-Helpe, une forêt linéaire formant un arc de cercle (autrefois un cercle complet, avec une extension vers l'est) est la « Haie d'Avesnes ». Toute la Thiérache était constellée de haies, dont certaines existent encore : la haie de Fourmies, qui est de forme massive et non linéaire (ce mot désigne donc bien une forêt) ; les haies de Cartignies, d’Aubenton et Rumigny, de Bohain et Beaurevoir ou de Gommegnies. Une structure comparable a existé en Champagne, la haie de Nangis. Ces forêts linéaires, selon certains auteurs, auraient eu un rôle défensif, à l'instar des « zassieka » qui protégeaient l'État de Moscou des attaques de cavalerie notamment entre les XVIe et XVIIIe siècles.
Ce mot étant caractéristique des régions du nord de la France où l'influence germanique a été sensible, ailleurs en France, on rencontre d'autres termes, par exemple : dans le Charolais, les haies qui délimitent les champs et prés sont appelées des trasses ; le terme de bouchure est utilisé dans l'Allier et en Saône-et-Loire.

## Origines lointaines

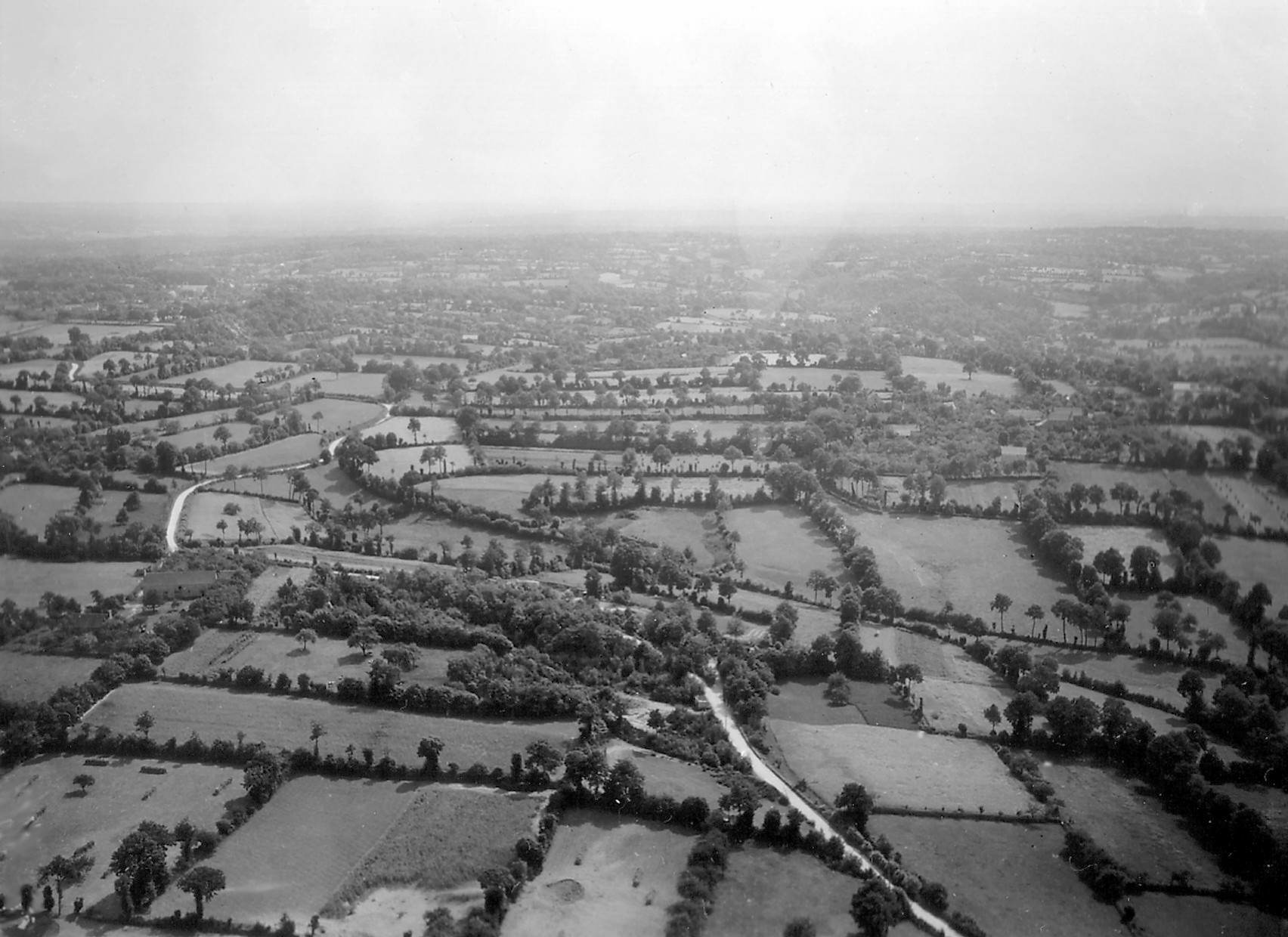
Les haies du bocage traditionnel (ici du Cotentin, en France, vers 1945) offraient un compromis intéressant entre protection et exploitation des sols et des écosystèmes. Souvent associé à la culture de fruitiers et à l'élevage laitier, il permettait des systèmes polyculture-élevages autonomes et résilients, fonctionnant en boucle fermée, c’est-à-dire sans intrants, et sans déchets.

Les haies ont été plantées en Europe et en France dès l'Antiquité : Jules César, dans la Guerre des Gaules, parle des haies défensives utilisées par les Nerviens. Au Moyen Âge, elles ont permis aux paysans d'avoir accès au bois, alors que les seigneurs détenaient l'accès à certaines forêts (Silva Forestis), notamment pour la chasse, et qui étaient interdites de défrichement. Les haies fournissaient le bois de chauffage, indispensable à la cuisine, ainsi qu'un complément appréciable d'alimentation grâce aux fruits et aux petits animaux qu'elles abritaient.
On les retrouve plus fréquemment à partir du XVIe et du XVIIe siècle, accompagnant un processus d'appropriation des sols par une bourgeoisie urbaine. On les utilisait alors pour clore son terrain et délimiter sa propriété mais également pour empêcher les autres paysans de venir faire paître leurs troupeaux. Des modes de taille et d'entretien comme le plessage renforçaient leur caractère infranchissable.
À cette époque, au gré du développement des villages, la mise en place de haies s’est progressivement intensifiée pour donner la tradition bocagère qui a façonné le paysage rural jusqu'à la révolution industrielle. En Bourbonnais, à l'époque contemporaine, certains baux de métayage stipulaient l'obligation de planter chaque année une certaine longueur de haie .
À la fin du XVIIIe siècle, l'Académie française définit la haie comme une « clôture faite d'épines, de ronces, de sureau, [etc.] ou seulement de branchages entrelacés », en précisant qu'on appelle « haie vive, une haie d'épines, ou d'autres plantes de même espèce qui ont pris racine ». En 1798, les académiciens ajoutent qu'on appelle « haie morte ou sèche, celle qui est faite d'épines ou d'autres bois morts entrelacés. »

## Haies: l'état des lieux

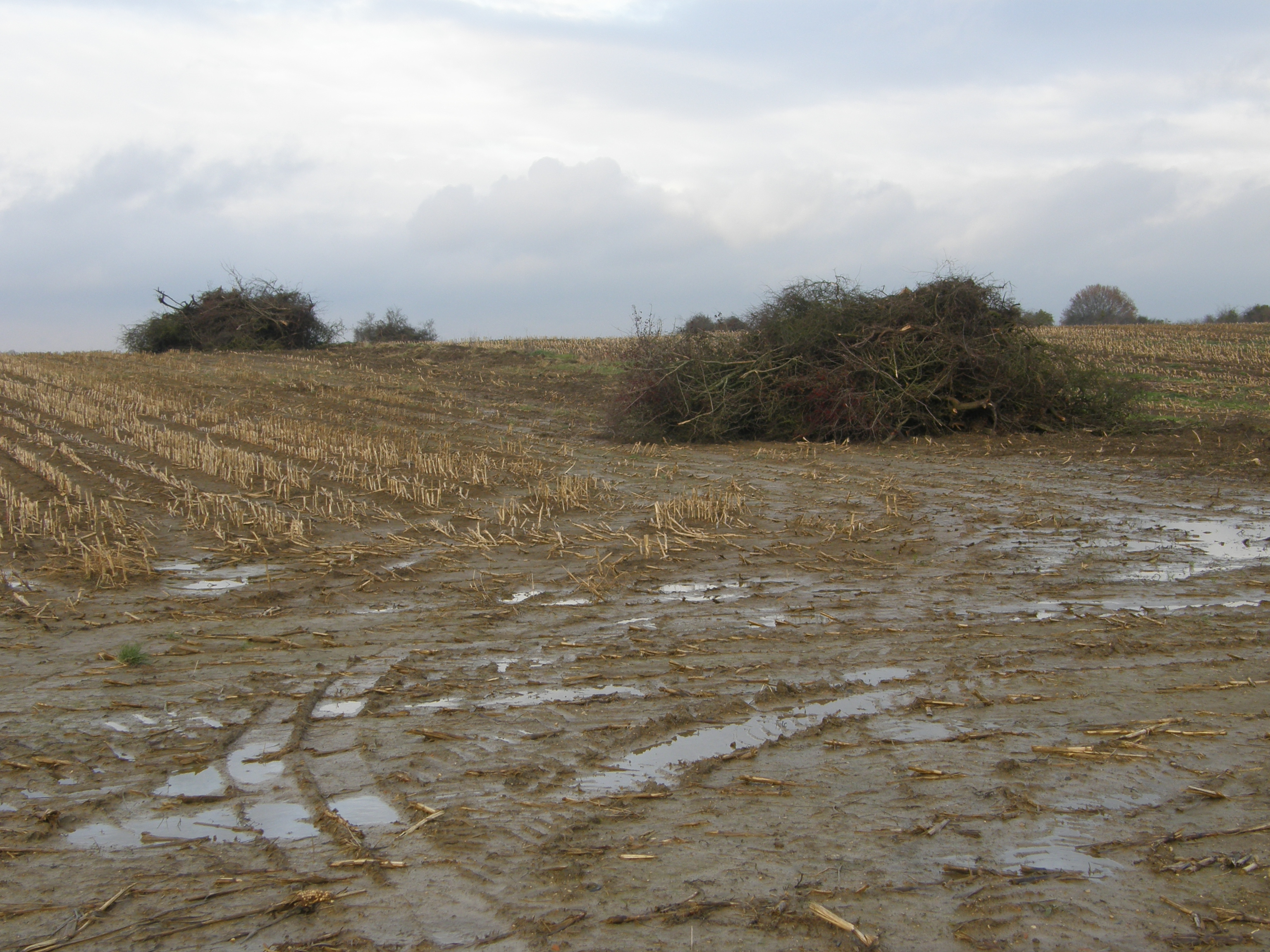
La centaine de mètres de cette haie arrachée entre deux champs de maïs vient s'ajouter aux deux millions de km de haies supprimées depuis 1945.
À Réville-aux-Bois (Meuse) en 2013.

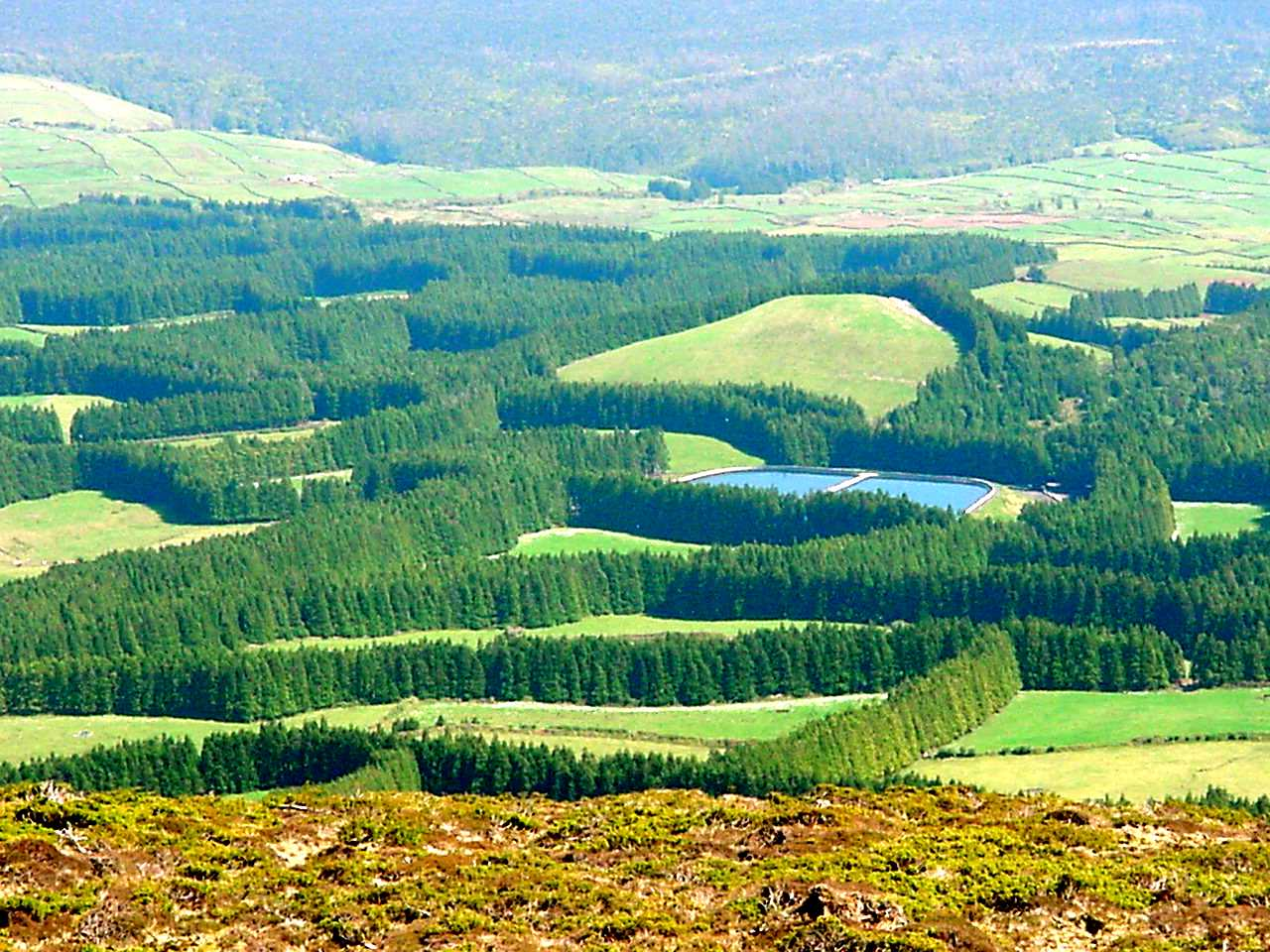
Néo-bocage aux Açores, Portugal.
Le néo-bocage très artificiel et trop géométrique est généralement monospécifique (une seule espèce) et d'une même classe d'âge. Il est pauvre en biodiversité, ce qui est aggravé par des apports de pesticides.

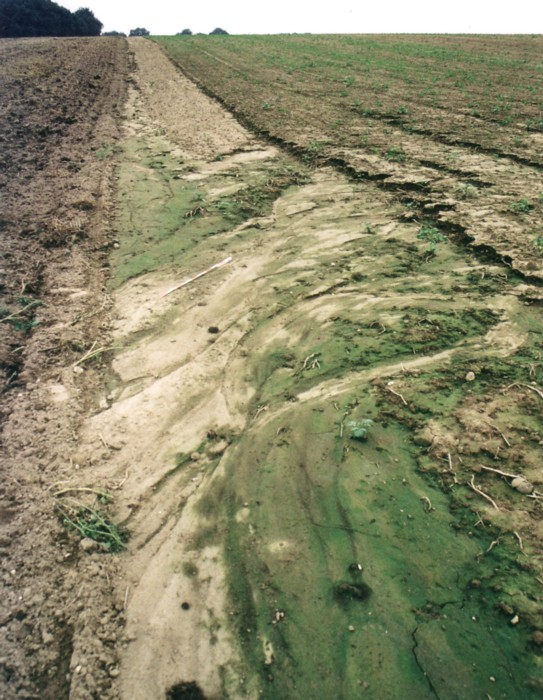
Une haie arrachée provoque rapidement régression et dégradation des sols (érosion). En effet, les ruissellement de pluies et inondations hivernales lessivent les labours dont la matière organique et l'humus s'échappent sans être bloqués. La haie supprimée ne retient plus le sol.

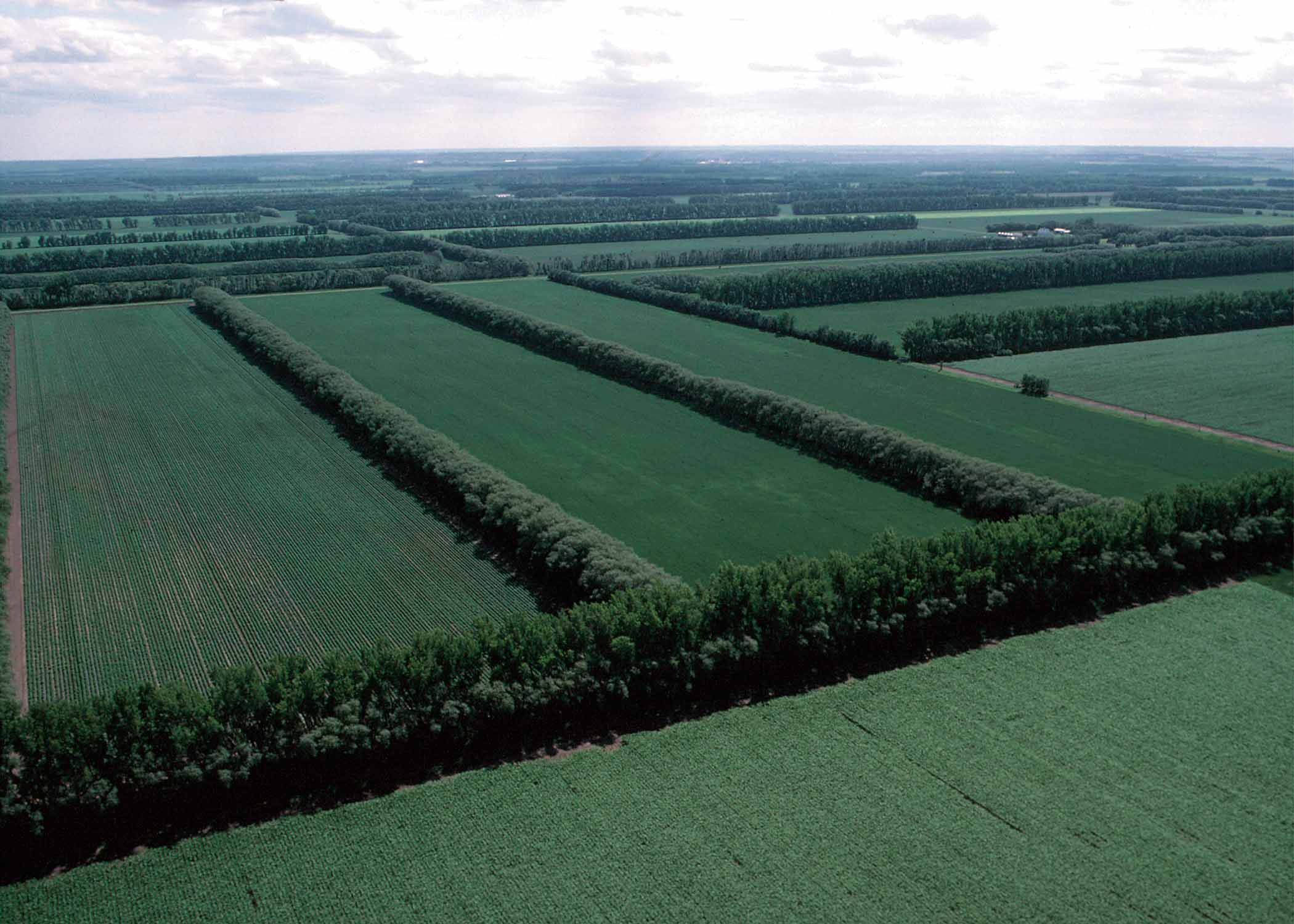
Néo-bocage rectiligne, Dakota, États-Unis.
Ces haies néo-bocagères aseptisées et sans diversité seront seulement de médiocres sources de bois à bas prix pour la sylviculture intensive.

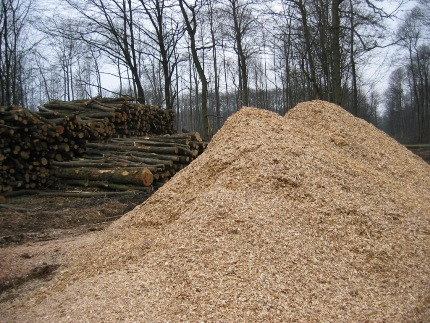
Sur fond de haies, un tas de plaquettes forestières, un des produits de valorisation des haies. Ces plaquettes sont l’une des quatre sources d’approvisionnement des chaudières au bois énergie (avec les bûches, les granulés de bois (ou pellets) et les sciures ou autres déchets connexes de scieries).

Le bocage et les haies d'Europe de l'ouest sont un patrimoine semi-naturel en nette régression depuis le XIXe siècle et surtout au XXe siècle (hormis les petites haies de clôtures de l'habitat périurbain). En Europe, le bocage a été détruit par la mécanisation agricole d'après les guerres mondiales, puis fortement par les remembrements et l’élevage hors sol des cinquante dernières années. En France, près de 70 % des haies présentes à l'apogée du bocage (années 1850-1930) ont été détruites, soit 1,4 million de kilomètres, le pays ne comptant plus que deux millions de kilomètres de haies au début du XXe siècle.

### Période 1960-1999
Le remembrement des années 1960 en France a abouti à l'augmentation de la taille des parcelles et corrélativement à la suppression des haies, des talus et des fossés. De plus, des surfaces en cultures de printemps comme la betterave sucrière, la vigne, le tournesol et le maïs encouragées par les subventions nationales et aides européennes aux grandes cultures ont éliminé les haies et ont laissé la terre à nu en hiver.
Les remembrements imposés sur nos parcelles à haies et nos bocages ont ainsi causé la perte de dizaines de milliers de kilomètres de haies : 45 000 km de haies ont disparu chaque année de 1975 à 1987 en France selon l'IFEN. Au total, ce sont deux millions de kilomètres de haies qui ont disparu du paysage bocager mondial sous les mauvais coups de charrues de l'agriculture intensive.
Environ 2 000 km seulement ont été replantés dans les années 1990-2000 pour former un néo-bocage souvent très médiocre sur le plan écologique.

### Période 2000-2015
En France, diverses aides existent aujourd’hui pour la plantation de haies, pour la restauration de véritables corridors boisés (zones-refuge, noyaux de biodiversité et d'essaimage), dans le cadre de la Trame verte et bleue,.
Sont considérés en général comme éléments de Trame verte et bleue promue par les régions ou le Grenelle de l'environnement : certaines forêts, les zones humides, les coteaux calcaires, les zones dunaires, les falaises, et les haies. Car ces lieux spécifiques constituent des milieux plus épargnés par les impacts des activités humaines (perturbations, pollutions, bruit, pollution lumineuse, engrais et pesticides ou destructions directes). Une zone de connexion biologique des habitats naturels de la Trame verte et bleue a généralement un triple objectif : restaurer, protéger et gérer in situ la biodiversité ; ceci en favorisant l'auto-entretien par maintien des conditions minimales de vie et de circulation nécessaires à la survie des espèces animales et végétales. Mais les élus régionaux européens font preuve d'un manque de volonté pour créer dans leur région des zones boisées sous Trame verte et bleue.
En réaction, certains départements (comme le Pas-de-Calais ou l'Allier) se sont eux-mêmes dotés de plans de gestion pluriannuels de leur patrimoine bocager et des haies. Premier département bocager de région Auvergne avec 16 000 km de haies, l'Allier s'est ainsi engagé dans une politique de préservation et de sensibilisation aux enjeux écologiques et économiques des haies, à travers son conseil général et avec le soutien de la Mission Haies d'Auvergne :
- l'Allier commence aujourd'hui à exploiter le BRF (broyat de branches) utilisé dans un système d'agroforesterie ou d'agro-sylviculture ;
- le premier utilisateur de plaquettes bocagères est le département de l'Allier. La fabrication de plaquettes forestières pour le chauffage ou la litière des animaux est réalisée à un coût de 64 € à la tonne. Ces plaquettes sont une bonne alternative à la paille qui a atteint 100 € la tonne, lors de la sécheresse de 2011[4].

Cette politique d'actions et de sensibilisation aux enjeux écologiques et économiques des haies permet aux agriculteurs de gagner en autonomie. Elle assure la préservation du bocage et de haies devenus rentables. Et elle met en évidence nombre d'avantages de la haie qui furent pendant un temps oubliés ou sous-estimés.
Les prélèvements de bois-énergie à partir des haies de bocage en France sont évalués annuellement à 1,85 million de m3 de bois à comparer aux 19,75 millions de m3 provenant de la forêt. On estime qu’un kilomètre de haie produit 4 m3 de bois de chauffage par an, en moyenne nationale.

## Les intérêts des haies
La haie et le bocage, et notamment les réseaux de haies vives constituées d'espèces autochtones adaptées aux stations présentent de nombreux intérêts pour les cultures et plus généralement sur l’environnement. Les agriculteurs appréciaient autrefois leurs capacités à délimiter les parcelles, en fournissant du bois d'œuvre et de chauffage et des perches, tout en protégeant les cultures du vent (fonction brise-vent) et de l'érosion, en abritant le bétail et en servant de refuge à de nombreuses espèces utiles comme auxiliaires de l'agriculture.

### Des productions utiles et nécessaires à l'homme

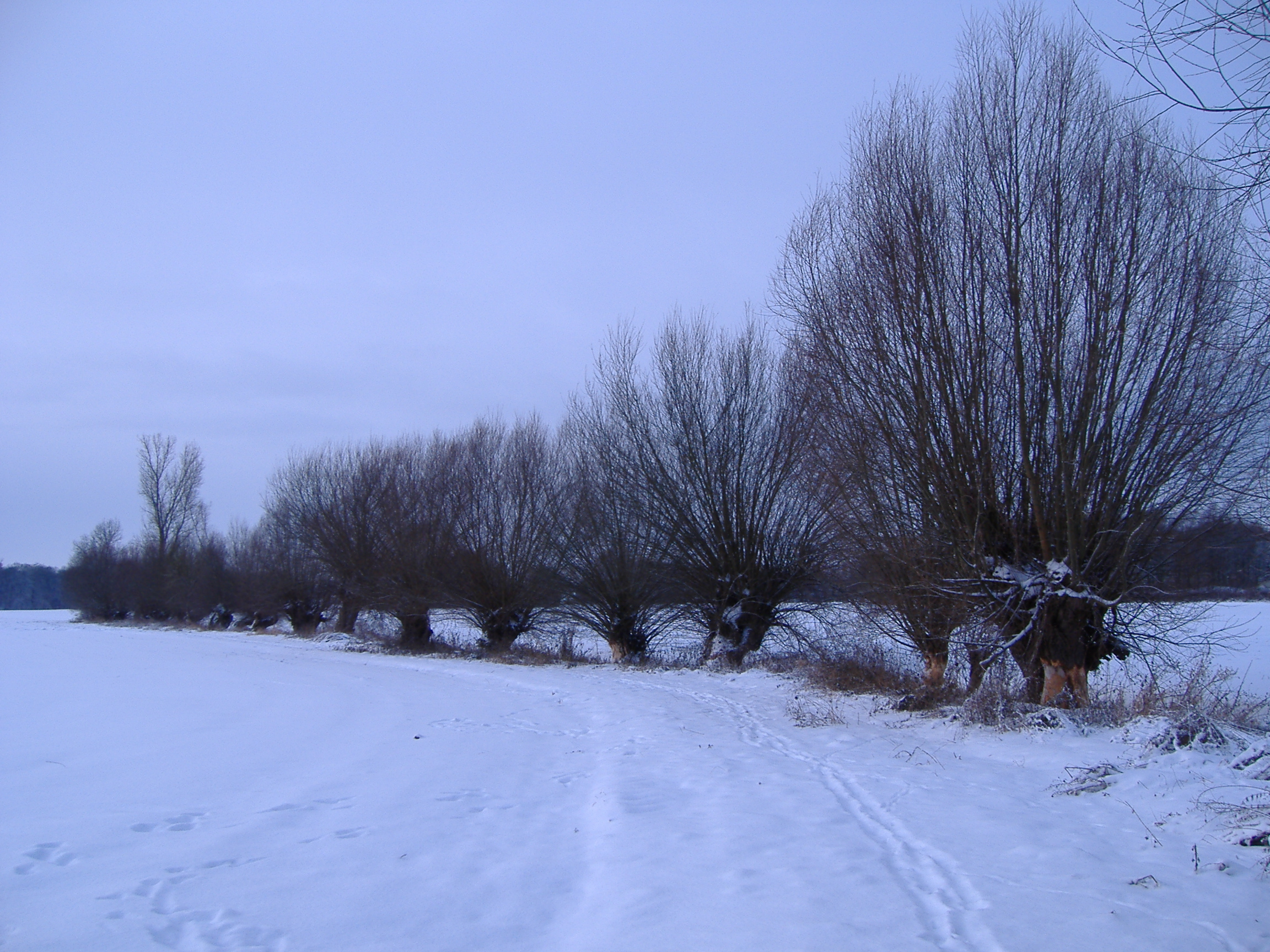
Une haie de chênes têtards et de saules têtards avant émondage. Ce type d'arbres souvent implantés en haies produisent du bois de construction ou de chauffe, du fourrage pour le bétail, et sont dénommés arbres têtards.

La haie fournit de nombreux produits ou productions utiles à l’être humain.
En premier lieu, les végétaux qui la composent, captent le gaz carbonique expiré par les êtres vivants et rejettent de l'oxygène indispensable à leur survie. Elle permet la cueillette des fruits et des baies : châtaignes, noisettes, prunelles, mûres, pommes, etc. Elle est également source de plantes médicinales et de fourrage.
Les produits de sa taille offrent du bois de chauffage et les résidus peuvent être compostés.

#### Protection visuelle et de l'intimité humaine
Une haie bien fournie peut être très efficace pour préserver une propriété du regard des voisins, ou de la vue d'une route ou d'un paysage peu intéressant.

#### Contrôle des ravageurs agricoles, sylvicoles et des vergers
Les haies et leur strate herbacée ont une fonction de conduction (corridor biologique) pour plusieurs espèces dites "utiles", jouant notamment un rôle dans la régulation des populations de ravageurs,. Les prédateurs insectivores forestiers peuvent grâce aux haies continues accéder à une partie du paysage agricole semi-ouvert et aux vergers où ils peuvent jouer un rôle d'auxiliaire de l'agriculture.

### Leur rôle météo-régulateur

#### Régulation climatique
La haie influe à son échelle sur le climat général d'une région et la végétation qui lui est associée (biome), car elle joue un rôle de régulateur microclimatique :
- en été, elle offre de l’ombre, et son évapotranspiration augmente la sensation de fraîcheur et la formation plus durable de rosée ;
- en hiver et la nuit, elle offre une protection contre les vents froids. Cultures d'hiver, potagers, jardins, vergers ou maisons sont protégés des coups de vent ;
- du printemps à l'automne, en climat tempéré, la haie naturelle a un effet tampon : elle capte la chaleur pour la restituer progressivement.

La modération micro-climatique peut être de +/- 5 °C suivant le type de haie :
- Forte à l'abri d'une haie vive sauvage qui est suffisamment haute et dense ; mais non étanche au vent qui passant à travers est très ralenti en sortie ;
- Faible derrière un « mur végétal » à hauteur limitée et composé de conifères exotiques densément plantés (cyprès, thuyas, troènes...), le vent se heurte à l’obstacle et l’impression de froid peut augmenter à cause des turbulences plus importantes. Ces haies sont par ailleurs bien plus sensibles aux tornades estivales qui les renversent ou aux tempêtes hivernales qui les gèlent.

#### Régulation hydraulique et protection des sols

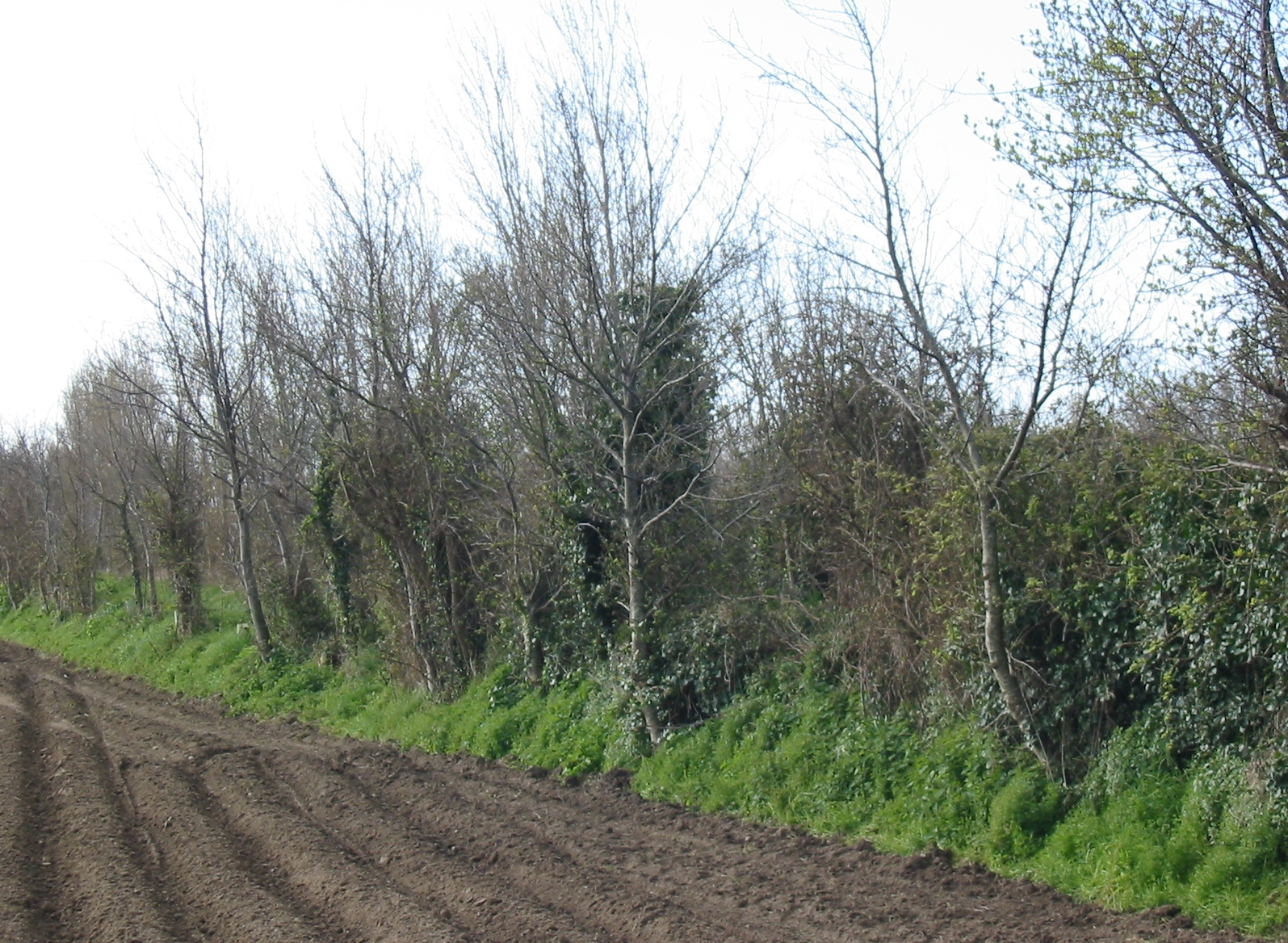
Une haie naturelle en bordure de champs, un « piège à carbone » qui produit du bois et de l'oxygène, protège les cultures contre les vents et gelées, stocke l'eau d'hiver pour la restituer l'été, et abrite notamment des insectes pollinisateurs et toute une faune auxiliaire (des rapaces, par ex.) qui repoussent les nuisibles (Lutte biologique).

S'opposant au ruissellement et favorisant l’infiltration de l’eau le long de ses racines, la haie contribue à améliorer l’alimentation des nappes phréatiques et à limiter à la fois les risques et effets des phénomènes de sécheresses/inondations. De plus, elle ralentit fortement l’érosion éolienne ou hydrique des sols. En effet, une haie de 1 m de haut protège du vent les 10 m de sol suivants.
Par ailleurs, les haies composées d’arbres fourragers (frênes, robiniers, ormes, érables, mûriers) peuvent apporter, en plus du gîte, un complément appréciable pour l’alimentation des prédateurs s'attaquant aux ravageurs.

#### Les haies «pièges à carbone»
Les haies comportant des arbres (frêne, charme, chêne, saule, etc.) taillés en têtard constituent une source renouvelable de bois-énergie. Brulé dans un poêle de masse (scandinave par exemple), une cheminée avec insert (foyer fermant), ce bois de chauffe est peu polluant du fait qu'il est partie d'un cycle vertueux : piégeant le carbone (C), les arbres têtards repoussent en consommant le gaz carbonique (CO2) rejeté lors de la combustion de leurs anciennes branches, et leurs feuilles rejettent de l'oxygène (O).
Le chauffage au bois n’émet que 40 kg de CO2 par MWh de chaleur utile, alors qu’un chauffage au gaz en émet 222 kg, celui au fioul 466 kg. Le chauffage à l’électricité avec 180 kg de CO2 en renvoie plus de 4 fois plus dans l'air que le bois. De plus, le bois énergie ne contribue que pour une très faible part aux émissions nationales de dioxyde de soufre (SO2) et d’oxydes d’azote (NOx) (seulement 2 % du total).

### Leur contribution à la préservation et restauration de la biodiversité

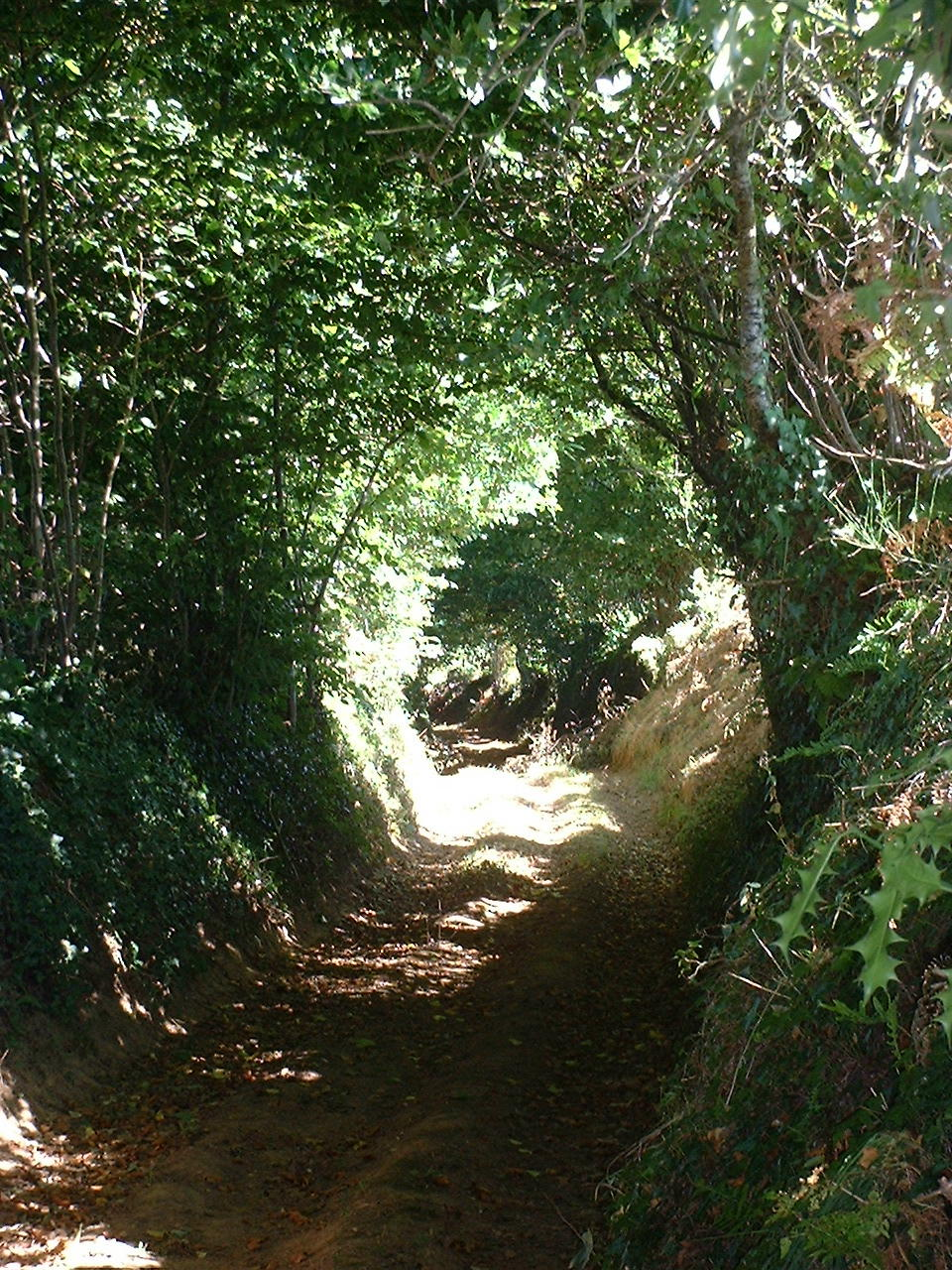
Un antique et profond chemin creux de type bocager bordé de haies et préservant la biodiversité à Saint-Bômer-les-Forges (Orne, France).

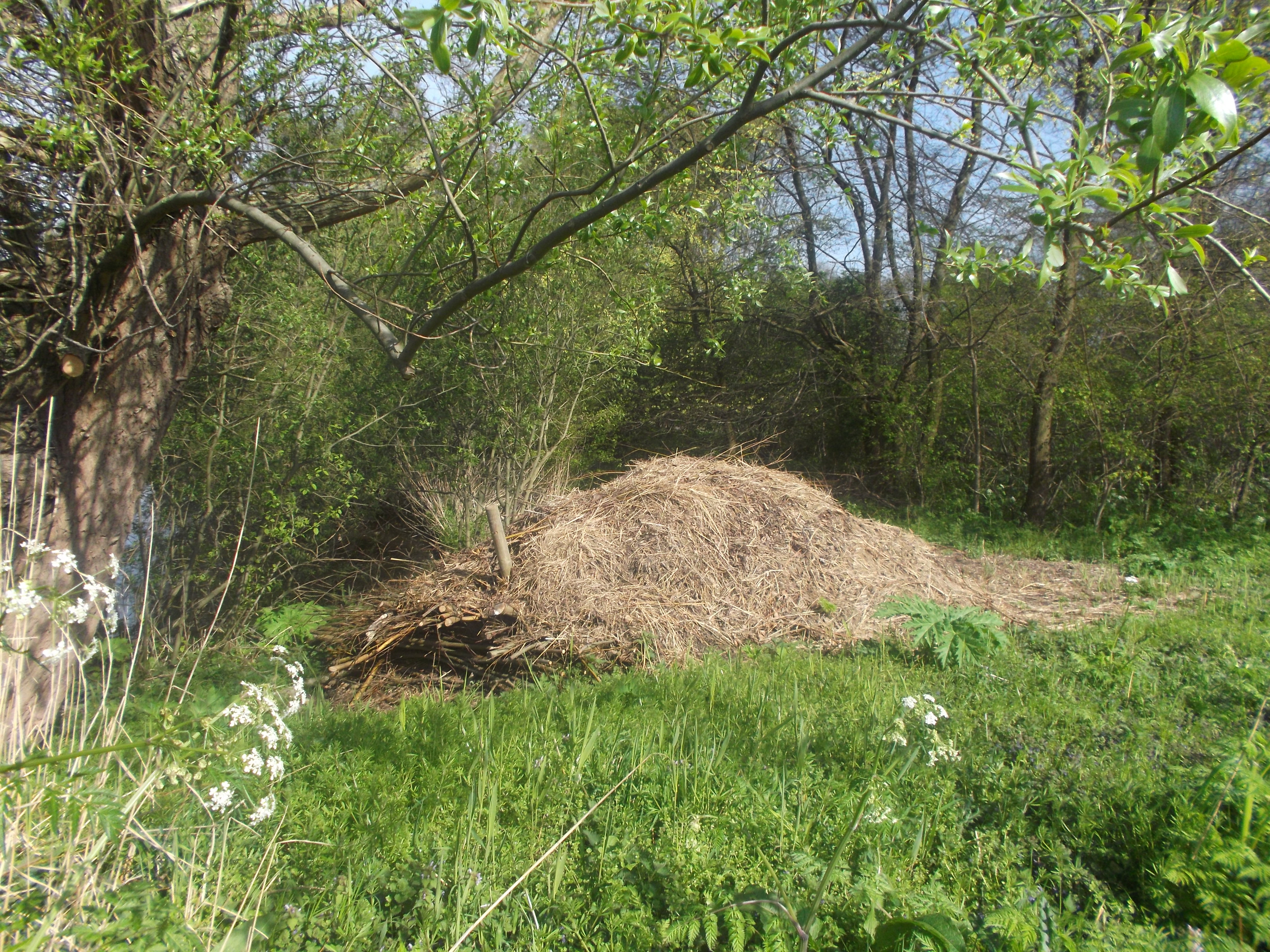
Sur fond de haie large (bande arbustive), un tas de compost abrite Natrix natrix, des couleuvres (serpent non venimeux) grande chasseuse de micromammifères (campagnols, mulots, musaraignes) et protégées par la convention de Berne ;
près de Amsterdam (Pays-Bas).

Dans le contexte actuel de forte réduction de la biodiversité, la haie contribue à préserver ou restaurer ce qui peut encore l’être, notamment grâce à ses fonctions de remaillage des écosystèmes soumis à une fragmentation croissante.
Les haies vives forment des réseaux de corridors écologiques reliant des sites boisés ou systèmes de lisières ou clairières utiles ou nécessaires au déroulement des cycles biologiques de la faune : sites de nourrissage, de repos, d’hibernation, de reproduction, etc. La haie est aussi un corridor essentiel pour certains champignons forestiers et pour des plantes forestières (soit par le transfert de leurs fruits ou graines par des animaux circulant dans les haies, soit par un bon transfert de pollen de certaines espèces, malgré le caractère « linéaire  » de la haie (par ex pour Trillium grandiflorum, étudié au Canada)
Les haies plantées en privilégiant les espèces locales et génétiquement diversifiées participent à la conservation de la diversité génétique, éventuellement complétée par des haies sèches (qui peuvent aussi être un moyen de préparer une haie vive).
En outre, la biodiversité nécessitant à la fois une intégrité écologique, une certaine hétérogénéité écopaysagère et une complexité des écosystèmes ; la haie différencie des zones plus ou moins abritées des intempéries, et des zones d'ombre et de soleil, plus sèches ou plus fraîches et humides, aux sols moins colmatés, etc. Elle offre à un grand nombre d’espèces le minimum de complexité écopaysagère nécessaire à leur survie.
Pour augmenter encore le potentiel écologique de la haie, on peut y introduire ou conserver des arbres sénescents, têtards et du bois mort afin d’offrir aux insectes xylophages la nourriture et l'habitat dont ils ont besoin et aux oiseaux et mammifères cavernicoles les abris et la nourriture qui leur sont vitaux. Selon le contexte, on pourra aussi utilement lui associer une bande enherbée, un fossé, un réseau de mares ou des talus.

#### Préservation du paysage bocager
Le paysage bocager est de plus en plus menacé. Les haies représentent, au regard d’une politique productiviste, une surface agricole non exploitée. Il est donc fréquent qu’elles soient rasées sans autre forme de procès. En replantant les haies, et en tentant de recréer un réseau, on contribue efficacement au maintien de ce paysage traditionnel des campagnes et à la restauration d'agroécosystèmes plus riches, productifs et résilients.

#### Valorisation du paysage
Une haie bien pensée confère au terrain un potentiel esthétique non négligeable. En plantant des arbres à fleurs ou à baies, on peut apprécier, à chaque saison, une nouvelle palette de couleur. De plus, certaines espèces sont particulièrement odorantes, le chèvrefeuille par exemple, donnera une touche agréablement parfumée à la haie.

## Conception d'une haie

### Grands types de haies
On classe généralement les haies en cinq grandes familles.

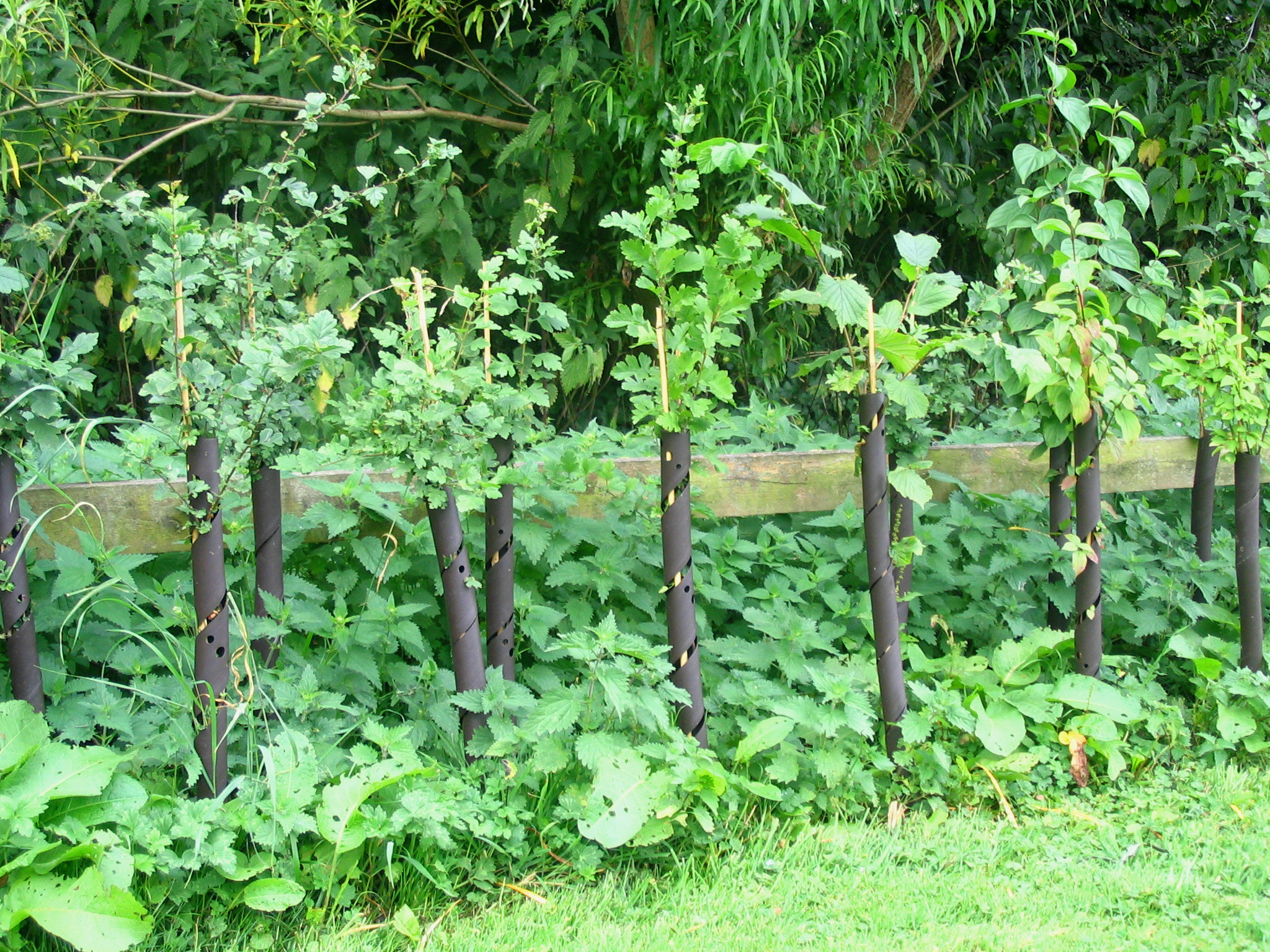
Haie vive plantée cinq mois plus tôt : chaque tronc d'arbuste est protégé d'un manchon anti-rongeurs et anti-cervidés ; en Angleterre.

#### La haie large
La bande arbustive ou bande arbustive naturelle est une haie d'au minimum trois mètres de large (et jusqu'à 5 mètres, et plus) composée d'arbres, arbustes, arbrisseaux et sous-arbrisseaux ; en mélange. Elle est presque un petit bois allongé. On la trouve souvent sur des larges talus pentus séparant deux parcelles. Elle est aussi idéale en ville comme à la campagne, pour créer un univers paysager empli de verdure et de biodiversité en fond de jardins ; notamment ceux qui ont une forme allongée.
Sa hauteur varie de 7 à 20 mètres (pour une épaisseur de 3 à 5 mètres).

#### La haie vive
La haie vive ou haie libre associe des arbustes à feuilles caduques ou persistantes. Elle est généralement composée de quatre à huit espèces, choisies pour leur floraison, leur fructification ou leur feuillage automnal décoratif. La taille permet d’équilibrer les différents végétaux entre eux et de limiter un développement excessif.
Sa hauteur varie de 7 à 20 mètres (pour une épaisseur de 3 à 5 mètres).

#### La haie brise-vent

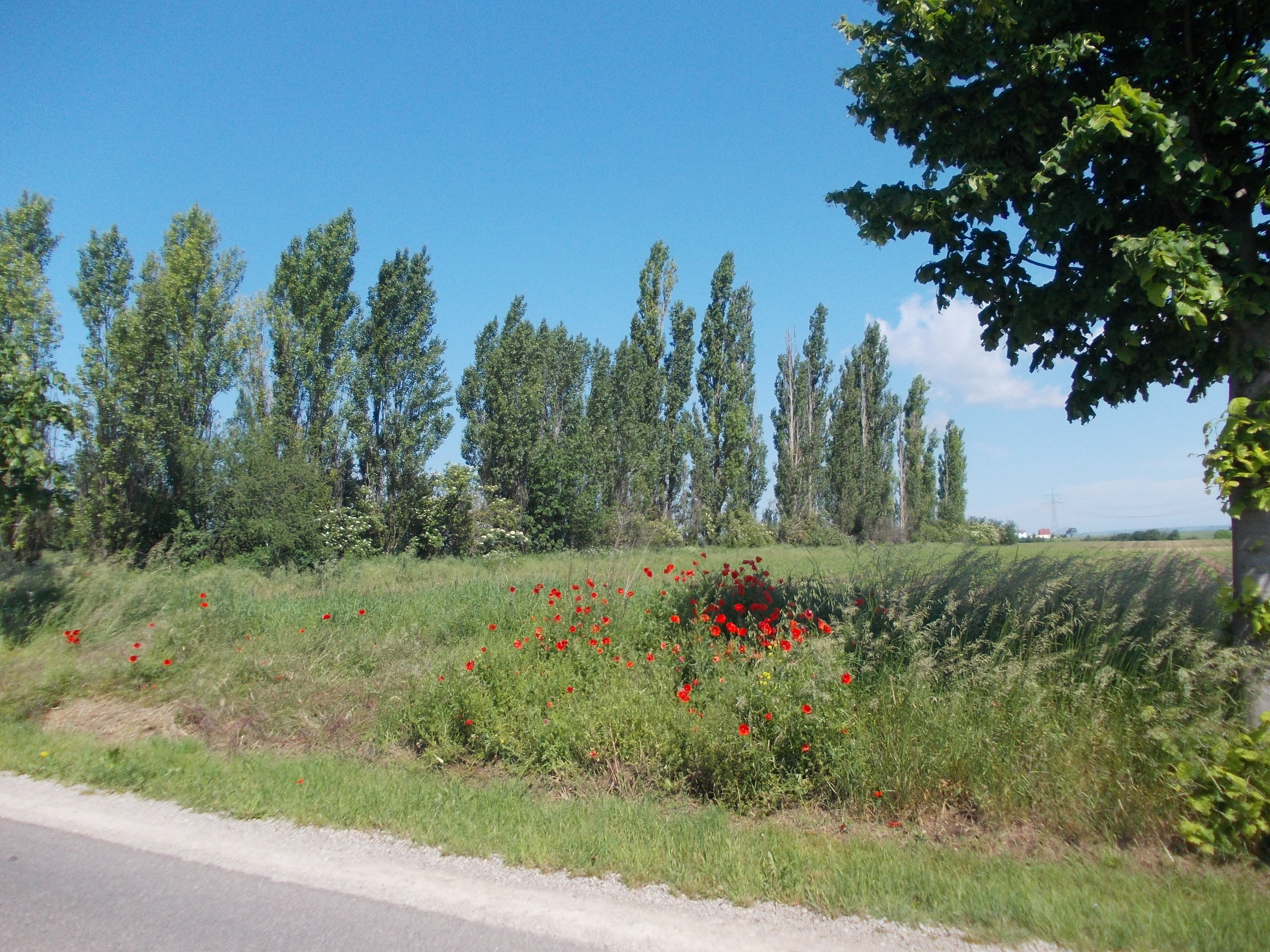
Haie brise-vent en fond de terrain qui protège une pâture (foin) de vents dominants qui pourraient la coucher.

La haie brise-vent ou haie haute composite est une haie haute. Elle est efficace pour protéger les cultures en augmentant la productivité d'une parcelle dans les premiers mètres après la haie. Ces haies présentent de nombreux intérêts pour les cultures en abritant aussi des auxiliaires de l'agriculture. Cette haie composite est constituée d'espèces de haut jet, de bourrage haut et de bourrage bas.
Sa hauteur varie de 7 à 20 mètres (pour une épaisseur de 3 à 5 mètres).

#### La haie fruitière

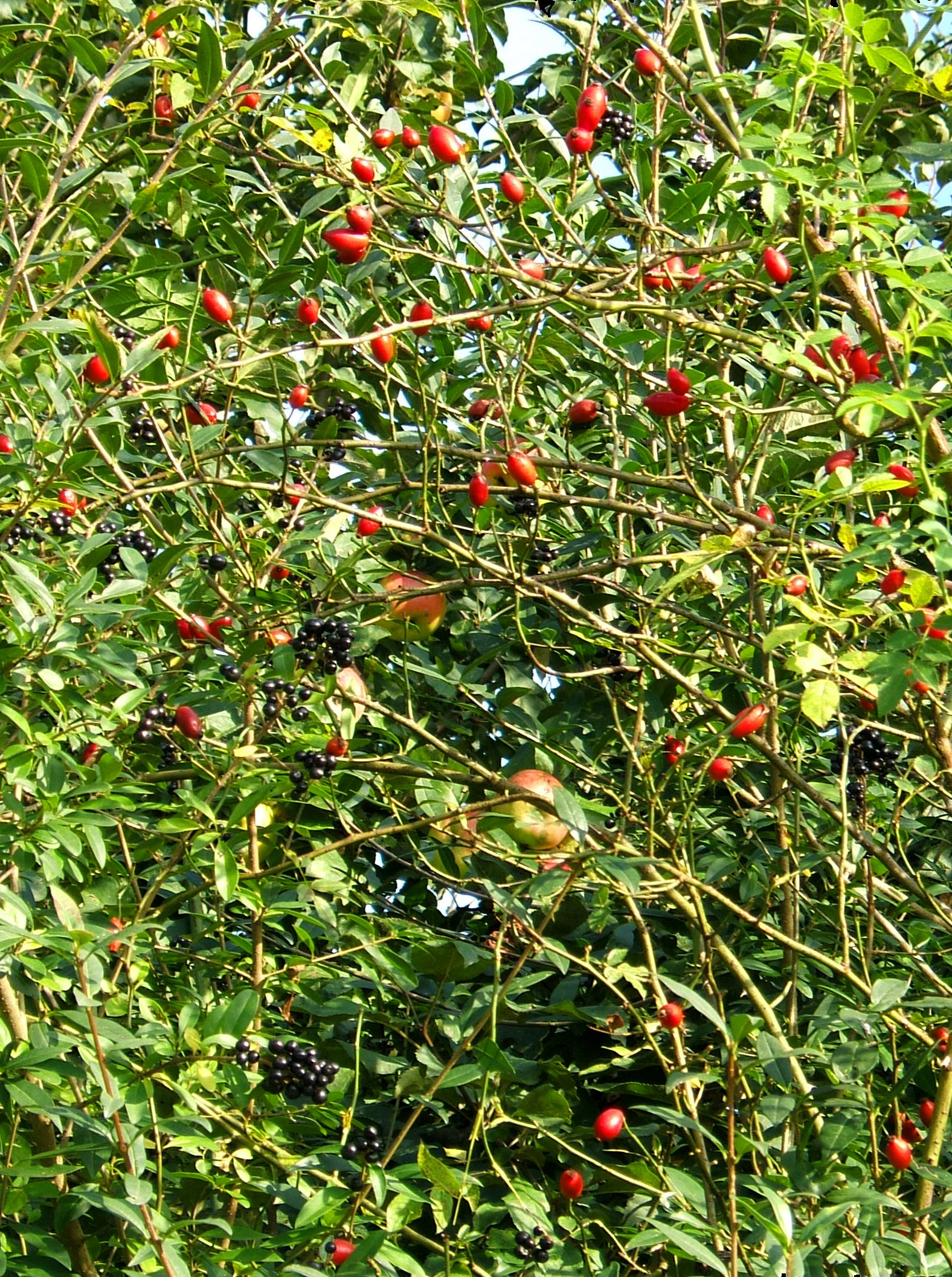
Haie fruitière en vue rapprochée. Elle porte nombre de baies sauvages et de fruits : argouses, châtaignes, mêles, mûres, pommes, prunes, raisins, etc.

La haie fruitière ou haie productive, telle la haie fruitière à la diable est une haie qui allie plusieurs avantages : un brise-vent délimitant deux parcelles, en plus d'une production fruitière diversifiée (pêches, prunes, raisins, mûres, châtaignes, noix, noisettes, etc.) comme dans un verger. Une taille sélective d'hiver permet de faire entrer la lumière solaire sur les rameaux fructifiant.
Sa hauteur varie de 3 à 7 mètres (pour une épaisseur de 2 à 5 mètres).

#### La haie brise-crue

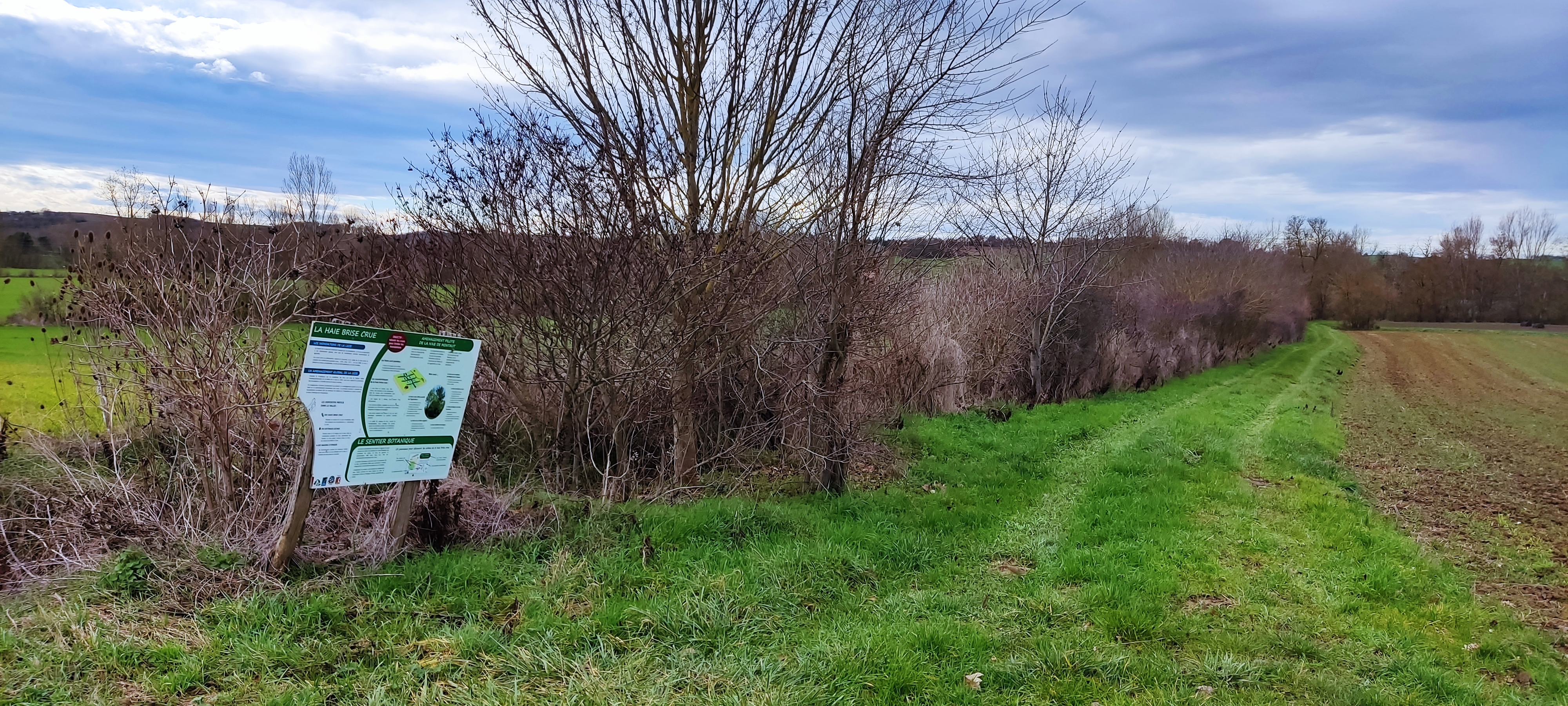
Haie brise-crue.

La haie brise-crue a pour but de ralentir le débit d'une rivière lors d'une crue.

#### La haie belge
La haie belge est une forme d'espalier (arbre, le plus souvent fruitier, taillé en forme plate) qui tresse un ensemble d'espaliers pour former une haie fruitière. Avec cette technique ancestrale (du Moyen Âge, en Europe), la lumière solaire pénètre l'espalier autant qu'en arbre « normal », tout en occupant beaucoup moins d'espace.

#### La haie taillée
La haie taillée ou haie-mur végétalisée, surnommée « béton vert », est taillée sur ses deux côtés et sur le dessus. Elle clôt une propriété, comme la haie plessée traditionnelle.
Une haie taillée « décorative » à espèce unique persistante subit une taille sévère avec un taille-haie pour former une sorte de « mur végétal » taillé sur ses deux côtés seulement.
Une haie taillée peut associer des arbustes à feuilles caduques taillés de manière plus douce à la cisaille de jardinier paysagiste. Ce type de haie taillée est plus haute afin d'offrir une meilleure protection et d'accueillir plus de faune.
En général, la hauteur est comprise entre 1 m et 2 m pour une épaisseur de 0,40 à 1 ou 2 mètres.

Haies taillées
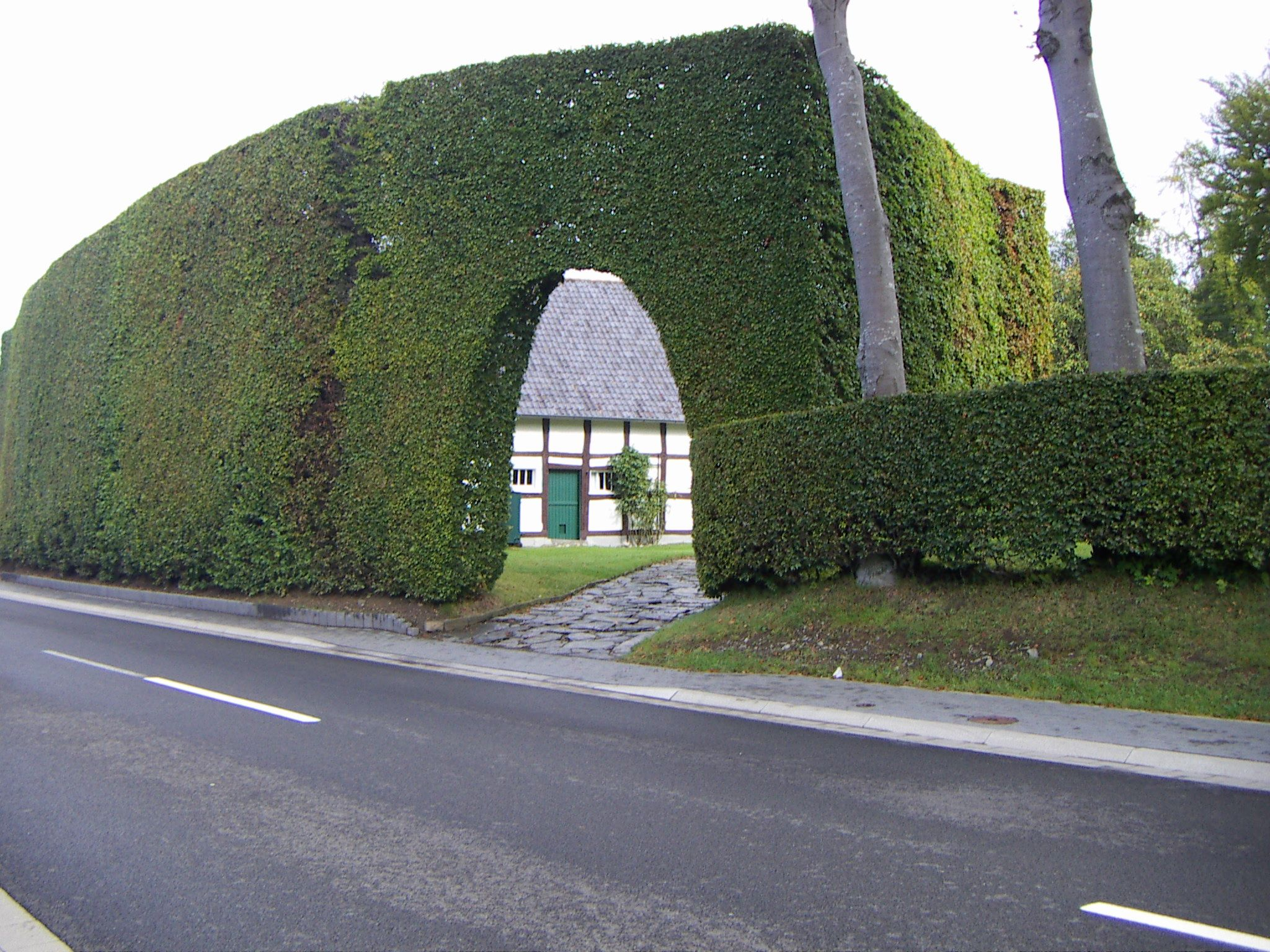
Haie taillée en mur végétal dont la fonction est seulement séparative ; en Allemagne.
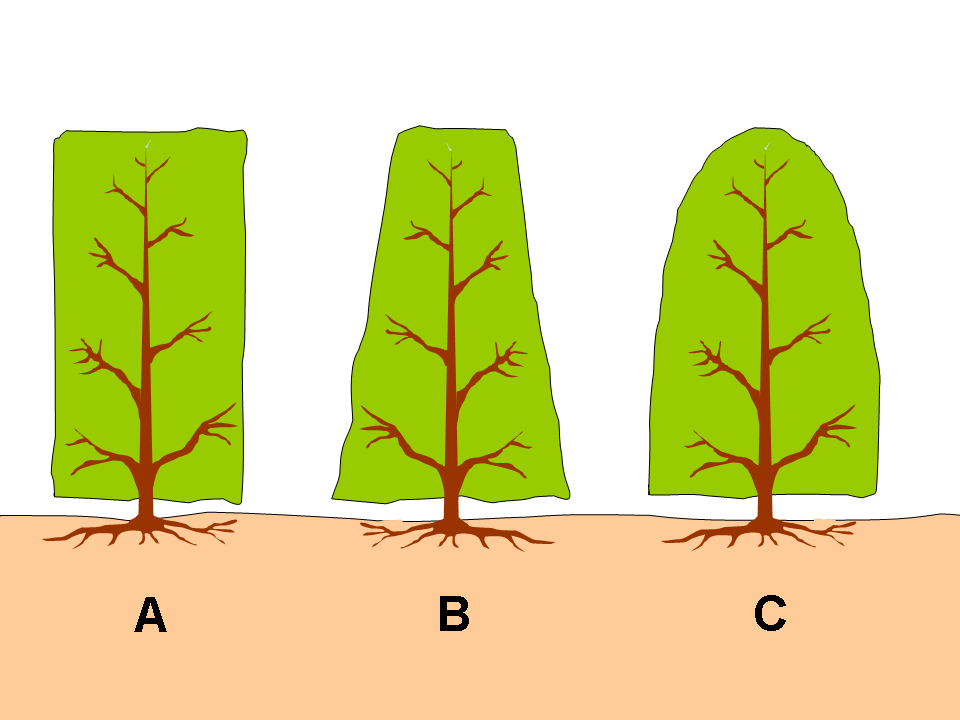
Trois formes basiques de haie taillée A) Taille rectangulaire B) Taille trapézoïdale C) Taille ovale.
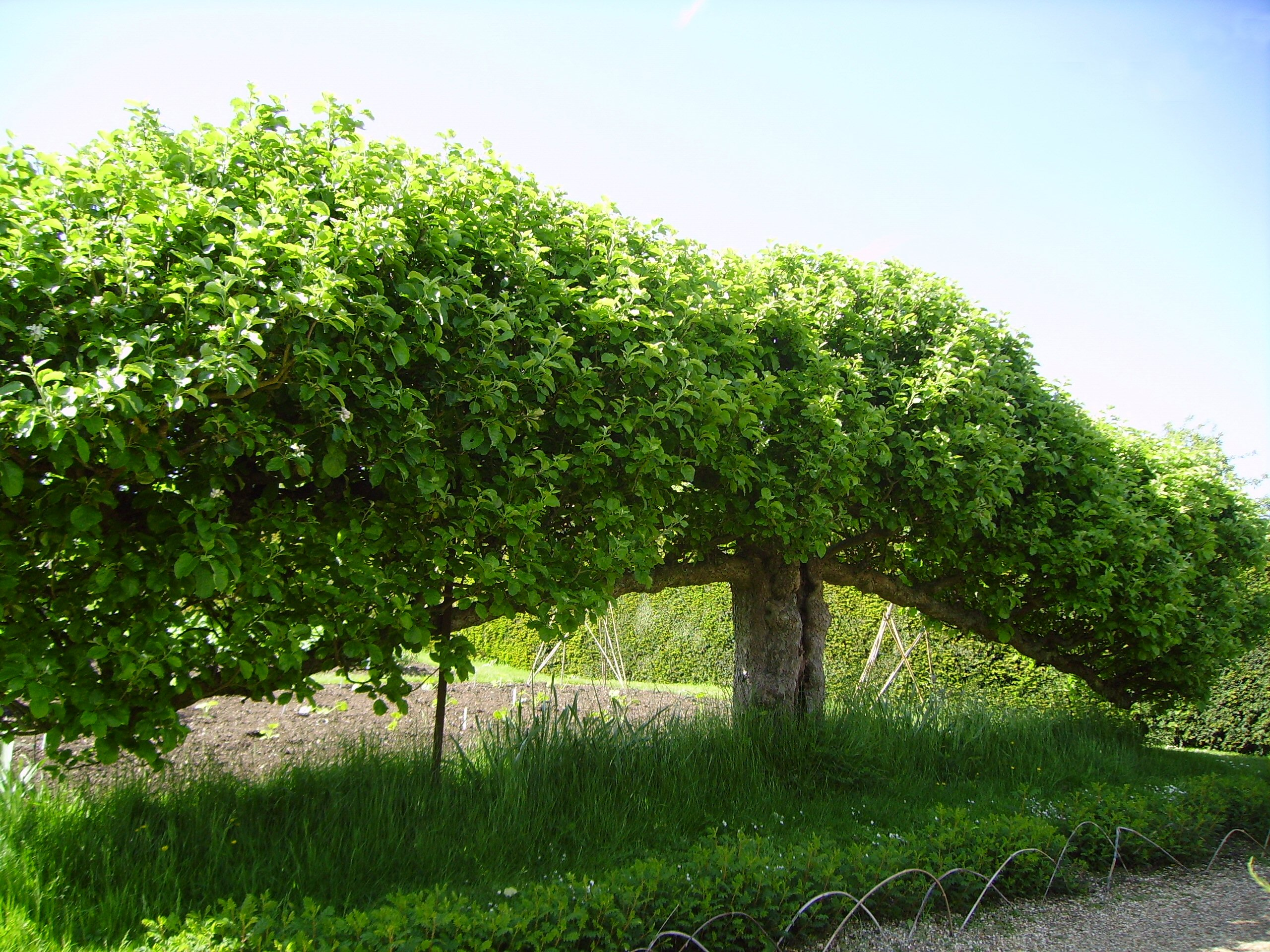
Haie taillée formée d'arbres fruitiers treillés en espalier à Standen (en) (Angleterre).

### Des haies particulières

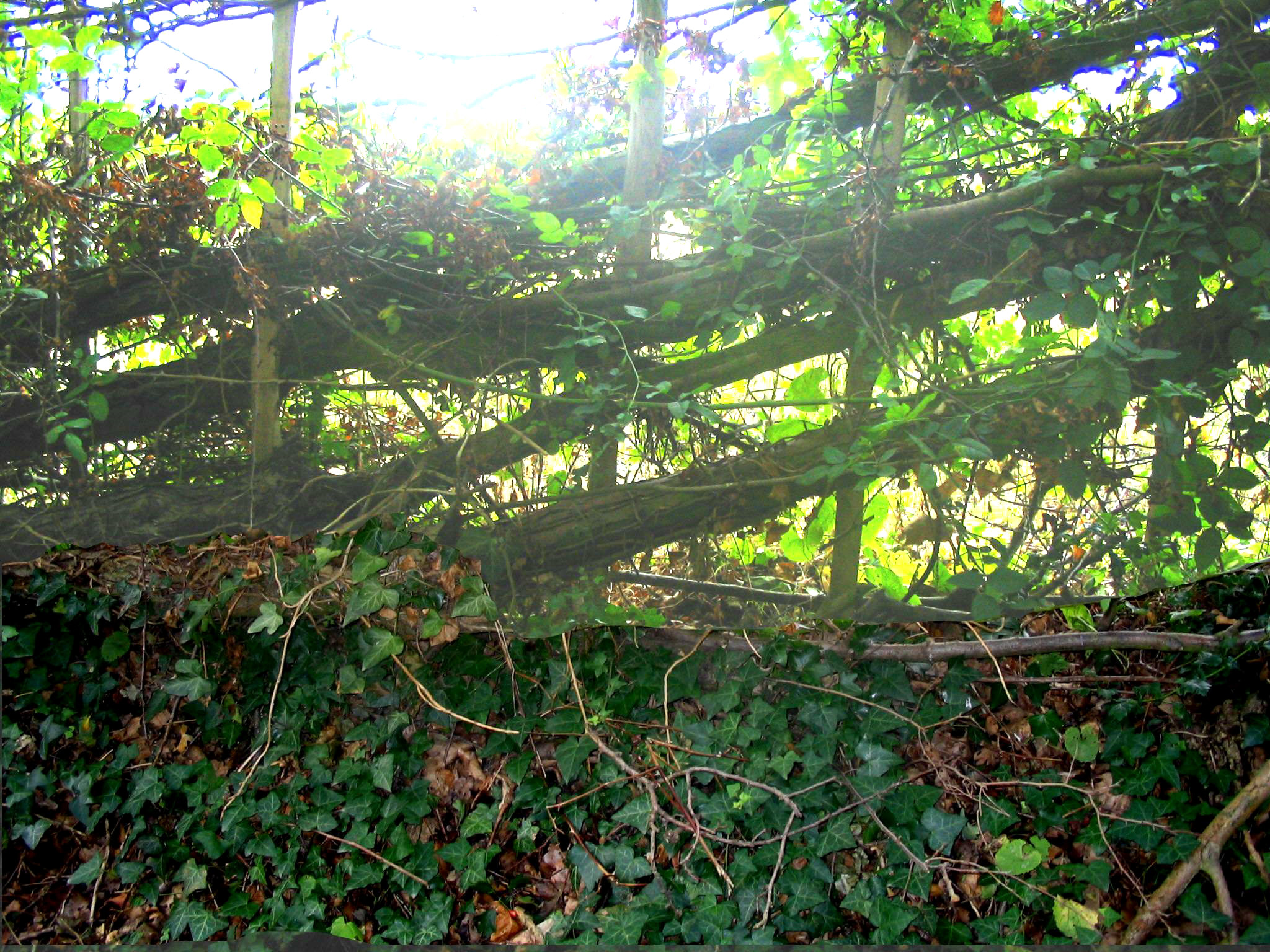
Une jeune haie plessée qui deviendra progressivement infranchissable.

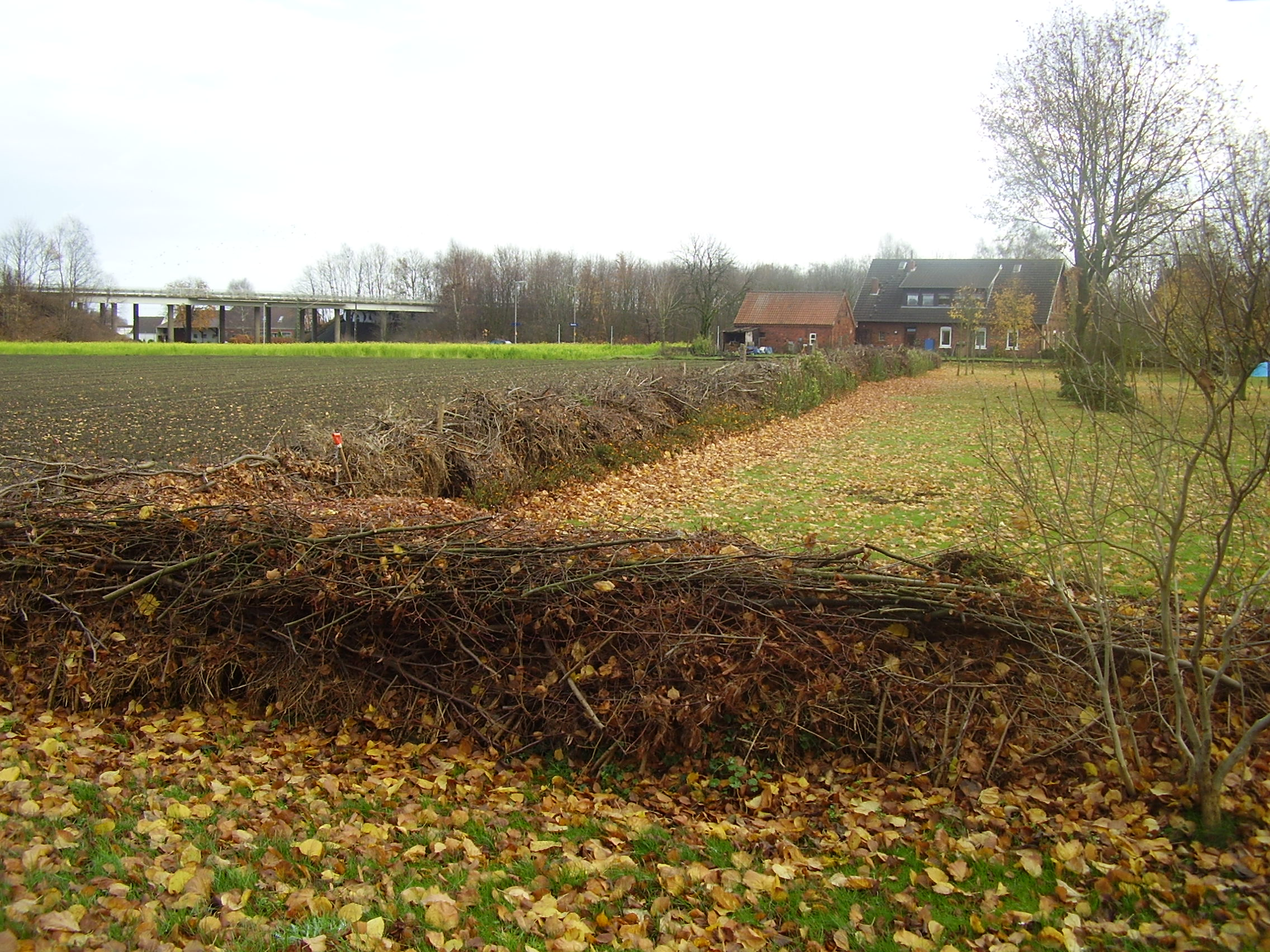
Haie de Benjes nouvellement plantée qui est constituée de branches de bois mort. Elle servira d'abri à la faune dont les déjections garnies de graines donneront naissance en quelques années à une haie naturelle.

Certaines techniques efficaces de cultures sur arbres, de plessis de bois vif, ou d'entassement de bois mort permettent de réaliser habilement des haies spécifiques du plus bel effet :

#### La haie de Benjes
Hermann Benjes, écologue allemand (1937-2007), a décrit à la fin des années 1980 une technique originale, proche du plessage mais réalisée avec du bois mort. Les "haies de Benjes" sont des haies constituées de branches de bois mort disposées à l'horizontal sur le sol (comme en forêt). Elles servent d'abri et de réserves de nourriture aux oiseaux et autres animaux. Ceux-ci déposent leurs déjections pleines de graines dans ces monticules de bois, donnant ainsi naissance en quelques années à une haie naturelle d'essences locales variées.

#### La haie de Joualle
La haie fruitière est une composante de la Joualle, un mode de culture ancestral. Plusieurs haies fruitières séparent des parcelles d'une dizaine de mètres de large cultivées pour le fourrage, les céréales ou les plantes potagères. La culture en hautain permet d'y faire monter la vigne sur les arbres fruitiers.

#### La haie plessée
Une haie plessée est constituée en fendant les troncs des arbustes. Les arbustes ainsi fendus sont ensuite inclinés et tressés avec des piquets espacés de 40 cm ou bien avec certains autres arbustes laissés verticaux. La haie plessée poursuit sa croissance naturelle et les arbustes fendus cicatrisent et se dédoublent. Cette haie particulière forme bientôt une clôture impénétrable qui ferme une parcelle d’où ne peut sortir le bétail et où ne peuvent entrer des intrus.

#### La haie vive tressée
Une haie vive tressée est une haie particulière au Pays basque. Appelée "Zerralia" en langue basque, elle marque le paysage et crée le bocage, un espace avec plusieurs parcelles consacrées à l'élevage ou à l'agriculture. La haie assure le rôle de défense naturelle contre les bêtes.
Au six types de haies précédents et aux quelques haies particulières, on pourrait aussi ajouter d’autres arrangements végétaux comme les bois, boqueteaux, bosquets, les bandes boisées ou les allées boisées. Mais ceux-ci se rapprochent plus du boisement que de la haie.

### Le choix des essences
Le choix des essences sera déterminé par un grand nombre de facteurs, parmi lesquels on peut citer la composition du sol, l’exposition du terrain, l’espace disponible, ou encore la forme, le style ou le but recherché.
Un grand terrain permettra de planter la haie sur deux rangs en quinconce, pour offrir aux animaux plus d'espace. Il est important d'utiliser des espèces indigènes en mélange et de les alterner tous les trois ou quatre pieds.
On peut mélanger les espèces à feuilles caduques, persistantes et celles au feuillage marcescent. En effet, les arbres persistants resteront verts toute l'année, alors que les arbres à feuilles caduques perdent leurs feuilles en hiver, mais prennent des teintes très variées en fonction des saisons. Les arbres à feuillage marcescent ont leurs feuilles qui flétrissent pendant l'hiver mais sans tomber.
Les quatre tableaux ci-dessous donnent quelques exemples des espèces indigènes que l'on peut planter en France, et plus généralement en Europe occidentale (en climat océanique). Pour les espèces indigènes au Canada (de climat continental), il sera nécessaire de consulter la note en suite des tableaux.

#### Pour haie vive
|                                                                         | Hauteur        | Type de sol          | Type de milieu      | Feuillage | Fructification                                                                        |
| ----------------------------------------------------------------------- | -------------- | -------------------- | ------------------- | --------- | ------------------------------------------------------------------------------------- |
| Amélanchier dit « Arbre aux Oiseaux » Amelanchier ovalis                | 3 à 5 mètres   | Sol sec, calcaire    | Montagne et plaine  | Caduc     | Fleurs blanches Baies rouges en été Amélanches crues ou cuites                        |
| Argousier dit « Faux nerprun » Hippophae rhamnoïdes                     | 1 à 5 mètres   | Sol sec, calcaire    | Plaine              | Caduc     | Fleurs, apétales, très petites Baies orange toute l'année Argouses comestibles cuites |
| Chèvrefeuille des haies dit « Camérisier des haies » Lonicera xylosteum | 1 à 2 mètres   | Sol sec, calcaire    | Montagne et plaine  | Caduc     | Fleurs blanches Baies rouges en été NON comestible                                    |
| Cerisier de Sainte Lucie dit « Faux merisier » Prunus mahaleb           | 1 à 4 mètres   | Sol sec, calcaire    | Plaine              | Caduc     | Fleurs blanches Baies noires en été Cerises sauvages en liqueurs                      |
| Cornouiller mâle dit « Cornouiller sauvage » Cornus mas                 | 1 à 4 mètres   | Sol sec, calcaire    | Plaine              | Caduc     | Fleurs jaunes Baies rouges en été Cornouilles en vin ou confitures                    |
| Épine-vinette dit « Vinettier » Berberis vulgaris                       | 1,5 à 3 mètres | Sol sec, calcaire    | Montagne et plaines | Caduc     | Fleurs jaunes Baies en automne-hiver Fruits rouges cuits (confiture)                  |
| Érable de Montpellier dit « Azerou ou Violonier » Acer monspessulanum   | 5 à 10 mètres  | Sol sec              | Plaine              | Caduc     | Fleurs jaune-verdâtre Graines en automne-hiver NON comestible                         |
| Fusain d'Europe dit « Arbre à fusain » Euonymus europaeus               | 3 à 8 mètres   | Sol sec, calcaire    | Montagne et plaine  | Caduc     | Fleurs blanches Baies rouges en automne-hiver NON comestible                          |
| Groseillier des Alpes dit « Gadelier alpin » Ribes alpinum              | 2 à 3 mètres   | Sol sec, humide      | Montagne            | Caduc     | Fleurs vert-jaunâtre Baies rouge en été Groseilles en grappes comestibles             |
| Néflier dit « Néflier commun » Mespilus germanica                       | 5 à 6 mètres   | Sol sec              | Plaine              | Caduc     | Fleurs blanches Baies en automne-hiver Nèfles en confitures, compotes, ratafia        |
| Poirier sauvage dit « Poirier franc » Pyrus pyraster                    | 8 à 20 mètres  | Sol sec              | Montagne et plaine  | Caduc     | Fleurs blanches Baies en été Poires de 3 à 4 cm comestibles                           |
| Pommier sauvage dit « Pommier des bois » Malus sylvestris               | 10 à 20 mètres | Sol humide           | Montagne et plaine  | Caduc     | Fleurs blanches Baies en automne-hiver Pommes de 3 à 4 cm en compote ou gelée         |
| Sureau noir dit « Grand sureau noir » Sambucus nigra                    | 2 à 10 mètres  | Sol humide, calcaire | Montagne et plaine  | Caduc     | Fleurs blanches Baies noires en grappe l'été Fruits rouges en jus, gelée ou vin       |
| Sureau à grappes dit « Sureau rouge de montagne » Sambucus racemosa     | 2 à 10 mètres  | Sol humide, acide    | Montagne            | Caduc     | Fleurs couleur crème Baies rouge vif en été Fruits rouges en gelées, sirops           |
| Viorne lantane dit « Mancienne ou Cochène » Viburnum lantana            | 4 à 5 mètres   | Sol sec, calcaire    | Montagne et plaine  | Caduc     | Fleurs blanches Baies rouges en été NON comestible                                    |
| Viorne obier dit « Aubier boule de neige » Viburnum opulus              | 1 à 4 mètres   | Tous sol             | Plaine              | Caduc     | Fleurs blanches Baies rouges en été NON comestible                                    |

#### Pour haie brise-vent
|                                               | Type de sol                 | Type de milieu      | Feuillage  | Fructification                                |
| --------------------------------------------- | --------------------------- | ------------------- | ---------- | --------------------------------------------- |
| Alisier blanc ou Allouchier Sorbus aria       | Sol calcaire                | Plaine              | Caduc      | Baies rouges en automne-hiver fleurs blanches |
| Aulne glutineux Alnus glutinosa               | Sol humide                  | Plaine              | Caduc      | Graines en automne -hiver                     |
| Cerisier à grappes Prunus padus               | Sol humide                  | Plaine              | Caduc      | Baies noires en été fleurs blanches           |
| Châtaignier Castanea sativa                   | Sol sec, acide              | Plaine              | Caduc      | Graines en automne-hiver                      |
| Chêne pubescent Quercus pubescens             |                             | Montagne et plaine  | Marcescent | Graines en automne-hiver                      |
| Érable champêtre Acer campestre               | Sol sec, humide, calcaire   | Montagne et plaines | Caduc      |                                               |
| Frêne commun Fraxinus excelsior               | Sol humide, calcaire        | Montagne et plaine  | Caduc      | Graine en automne-hiver                       |
| Hêtre Fagus silvatica                         | Sol humide, calcaire, acide | Montagne            | Marcescent | Graines en automne-hiver                      |
| Mélèze d'Europe Larix decidua                 | Sol sec                     | Montagne            | Caduc      |                                               |
| Merisier Prunus avium                         | Sol humide, calcaire, acide |                     | Caduc      | Baies rouges en été                           |
| Mûrier blanc Morus alba                       | Sol calcaire                | Plaine              | Caduc      | Baies en été                                  |
| Noyer commun Juglans regia                    | Sol humide, calcaire        | Plaine              | Caduc      | Graines en automne-hiver                      |
| Orme champêtre Ulmus minor                    | Sol humide                  | Montagne et plaine  | Caduc      |                                               |
| Sorbier des oiseleurs Sorbus aucuparia        | Sol sec                     | Montagne            | Caduc      | Baies en automne-hiver                        |
| Tilleul à grandes feuilles Tilia platyphyllos | Sol humide, calcaire        | Plaine              | Caduc      |                                               |
| Résineux persistant                           |                             |                     | Persistant |                                               |

#### Pour haie taillée
|                                                     | Type de sol               | Type de milieu      | Feuillage  | Fructification                                            |
| --------------------------------------------------- | ------------------------- | ------------------- | ---------- | --------------------------------------------------------- |
| Aubépines Crataegus laevigata et Crataegus monogyna | Tous sol                  | Montagne et plaine  | Caduc      | Baies rouges comestibles en automne-hiver fleurs blanches |
| Bourdaine Frangula alnus                            | Sol humide, acide         | Plaine              | Caduc      | Baies rouges toute l'année fleurs jaunes                  |
| Buis Buxus sempervirens                             | Sol sec, calcaire         | Montagne et plaine  | Persistant | fleurs jaunes                                             |
| Charme commun Carpinus betulus                      | Tous sol                  | Plaine              | Marcescent |                                                           |
| Chèvrefeuille des bois Lonicera periclymenum        | Sol sec, humide           | Plaine              | Caduc      | Baies rouges en automne-hiver fleurs blanches, grimpant   |
| Cornouiller sanguin Cornus sanguinea                | Sol humide, calcaire      | Montagne et plaines | Caduc      | Baies noires en automne-hiver fleurs blanches             |
| Cotinus Cotinus coggygria                           | Sol sec, calcaire         | Plaine              | Caduc      |                                                           |
| Érable champêtre Acer campestre                     | Sol sec, humide, calcaire | Montagne et plaine  | Caduc      |                                                           |
| Fragon petit houx Ruscus aculeatus                  | Tous sol                  |                     | Persistant | Baies en automne-hiver                                    |
| Genêt à balais Cytius scoparius                     | Sol sec, acide            | Montagne et plaine  | Persistant | fleurs jaunes                                             |
| Houx vert Ilex aquifolium                           | Sol sec, humide, acide    | Montagne et plaine  | Persistant | Baies rouges en automne-hiver                             |
| If commun Taxus baccata                             | Sol sec, humide, acide    | Montagne et plaine  | Persistant | Baies rouges en automne-hiver                             |
| Nerprun alaterne Rhamnus alaternus                  | Sol sec, calcaire         | Plaine              | Persistant | Baies noires en automne-hiver                             |
| Nerprun purgatif Rhamnus cathartica                 | Sol sec, humide, calcaire | Montagne et plaine  | Caduc      | Baies noires en automne-hiver fleurs blanches             |
| Noisetier ou Coudrier Corylus avellana              | Sol humide, calcaire      | Montagne et plaine  | Caduc      | Graines en automne-hiver                                  |
| Prunellier Prunus spinosa                           | Tous sol                  | Montagne et plaine  | Caduc      | Baies noires en automne-hiver fleurs blanches             |
| Troène commun Ligustrum vulgare                     | Tous sol                  | Plaine              | Persistant | fleurs blanches                                           |

#### Pour haie fruitière
Arbres fruitiers classés par ordre d'apparition de leurs fruits de saison,,,,
| Nom de l'arbre    | Janvier    | Février    | Mars       | Avril      | Mai | Juin | Juillet    | Août       | Septembre  | Octobre    | Novembre   | Décembre   | Nom du fruit |
| ----------------- | ---------- | ---------- | ---------- | ---------- | --- | ---- | ---------- | ---------- | ---------- | ---------- | ---------- | ---------- | ------------ |
| Clémentinier      | Oui        | au Cellier |            |            |     |      |            |            |            |            |            | Oui        | Clémentines  |
| Mandarinier       | Oui        | au Cellier |            |            |     |      |            |            |            |            |            | Oui        | Mandarines   |
| Citronnier niçois | Oui        | Oui        | Oui        | au Cellier |     |      |            |            |            |            |            |            | Citrons      |
| Oranger           | Oui        | Oui        | Oui        | au Cellier |     |      |            |            |            |            |            | Oui        | Oranges      |
| Cerisier          |            |            |            |            | Oui | Oui  | Oui        | au Cellier | en séchoir |            |            |            | Cerises      |
| Amandier          |            |            |            |            |     | Oui  | au Cellier | au Cellier | au Cellier | au Cellier | au Cellier | au Cellier | Amandes      |
| Framboisier       |            |            |            |            |     | Oui  | Oui        | Oui        | Oui        | Oui        | en séchoir |            | Framboises   |
| Abricotier        |            |            |            |            |     | Oui  | Oui        | Oui        | au Cellier | en séchoir |            |            | Abricots     |
| Brugnonier        |            |            |            |            |     |      | Oui        | au Cellier | en séchoir |            |            |            | Brugnons     |
| Cassissier        |            |            |            |            |     |      | Oui        | Oui        | en séchoir |            |            |            | Cassis       |
| Groseillier       |            |            |            |            |     |      | Oui        | Oui        | en séchoir |            |            |            | Groseilles   |
| Mirabellier       |            |            |            |            |     |      | Oui        | Oui        | Oui        | au Cellier | en séchoir |            | Mirabelles   |
| Mûrier            |            |            |            |            |     |      | Oui        | Oui        | Oui        | en séchoir |            |            | Mûres        |
| Myrtillier        |            |            |            |            |     |      | Oui        | Oui        | Oui        | en séchoir |            |            | Myrtilles    |
| Pêcher            |            |            |            |            |     |      | Oui        | Oui        | Oui        | au Cellier | en séchoir |            | Pêches       |
| Prunier           |            |            |            |            |     |      | Oui        | Oui        | Oui        | au Cellier | en séchoir |            | Prunes       |
| Vigne             |            |            |            |            |     |      |            | Oui        | Oui        | Oui        | au Cellier | en séchoir | Raisins      |
| Poirier           | en séchoir |            |            |            |     |      |            |            | Oui        | Oui        | Oui        | au Cellier | Poires       |
| Pommier           | au Cellier | en séchoir |            |            |     |      |            |            | Oui        | Oui        | Oui        | au Cellier | Pommes       |
| Cognassier        | au Cellier | au Cellier |            |            |     |      |            |            |            | Oui        | Oui        | au Cellier | Coings       |
| Feijoas           |            |            |            |            |     |      |            |            |            | Oui        | Oui        | au Cellier | Feijoas      |
| Châtaignier       | au Cellier | en séchoir |            |            |     |      |            |            |            | Oui        | Oui        | au Cellier | Châtaignes   |
| Noyer             | au Cellier | au Cellier | au Cellier | au Cellier |     |      |            |            |            | Oui        | Oui        | au Cellier | Noix         |
| Arbre à kiwis     | au Cellier | en séchoir |            |            |     |      |            |            |            | Oui        | Oui        | Oui        | Kiwis        |
| Plaqueminier      | au Cellier | en séchoir |            |            |     |      |            |            |            |            | Oui        | au Cellier | Kakis        |
| Dattier           | au Cellier | au Cellier | en séchoir |            |     |      |            |            |            |            | Oui        | Oui        | Dattes       |

##### Légende
- {{Oui}} = Mois où l'on peut récolter le fruit visé ;
- {{Cellier}} = Mois où l'on peut stocker les fruits dans une pièce fraiche dénommée fruitier ou cellier ;
- {{Séchoir}} = Pour éviter la perte des fruits par pourrissement, couper en lamelles les fruits non consommés. Puis les déshydrater dans un appareil électrique ou solaire distribuant de l'air chaud. Après ce séchage, on pourra les stocker pendant de nombreux mois dans un simple bocal en verre fermé. Ces fruits secs pourront être consommés en l'état, ou bien cuisinés réhydratés (comme les légumes secs).

### Les intérêts de planter des espèces indigènes

Plantation de deux rangées d'arbres et arbustes disposés en. Dans l'exemple, un sentier est bordé de deux haies à double alignement d'arbres implantés en quinconce.

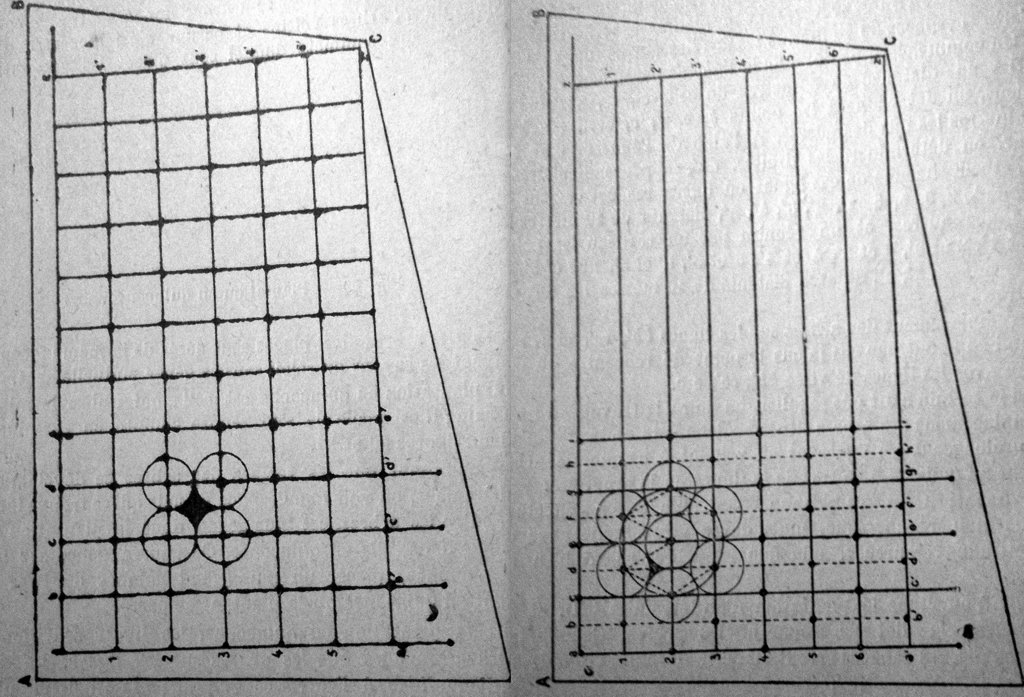
« Plantation en quinconce »
pour une optimisation de l'espace disponible : la permet de planter plus d'arbres sur une même surface
Schéma de gauche : avec la « plantation en carré », chaque arbre est planté en point d'intersection de deux lignes. Dans cette plantation en carré, les lignes sont plus espacées entre elles que dans la plantation en quinconce, et de l'espace est ainsi perdu entre les arbres.
Schéma de droite : tous les arbres sont à égale distance les uns des autres. Chaque arbre se trouve équidistant de six arbres voisins. Il occupe ainsi le centre d'un hexagone aux sommets duquel sont placés les six autres. En plus de l'espace gagné, cela permet d'optimiser la pollinisation des fruitiers et donc leur fructification future (plus de fruits).
Calcul de quinconce : La distance d'une ligne à l'autre représente la hauteur d'un triangle équilatéral ayant pour côtés la distance d'un arbre à l'autre. Si on prend comme unité de mesure la distance A des arbres entre eux, la distance R entre les rangées sera donnée par la formule : R=A * 0,86602.

### Préparation et plantation d'une haie (en images)

Préparation de plantation d'une haie
1. Dessin paysager puis sur la parcelle (marques sur le terrain).
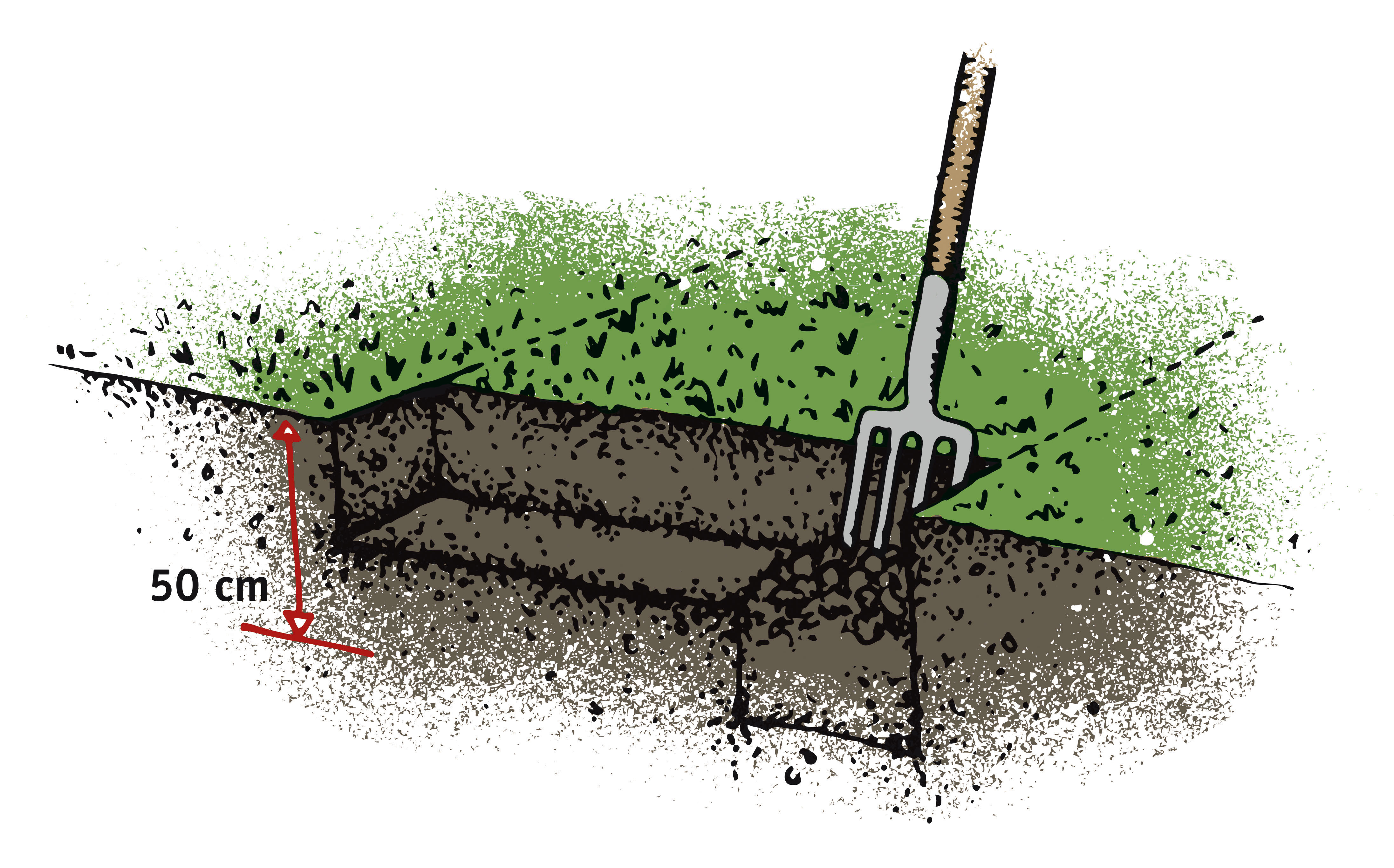
2. Creusement d'une tranchée ou de trous (Au moins 50 cm de profondeur).
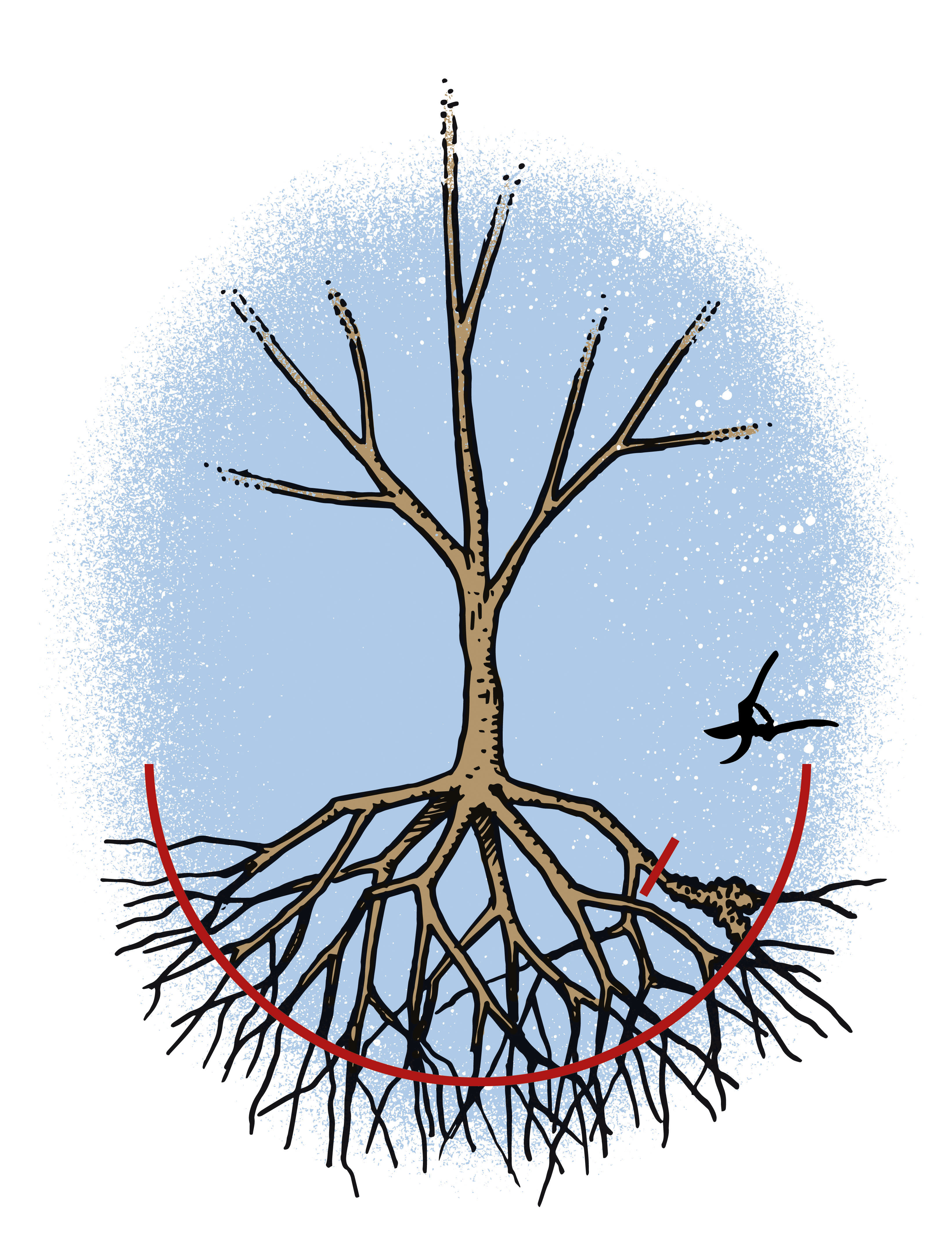
4. Coupe des extrémités de racines (facilite le redémarrage).
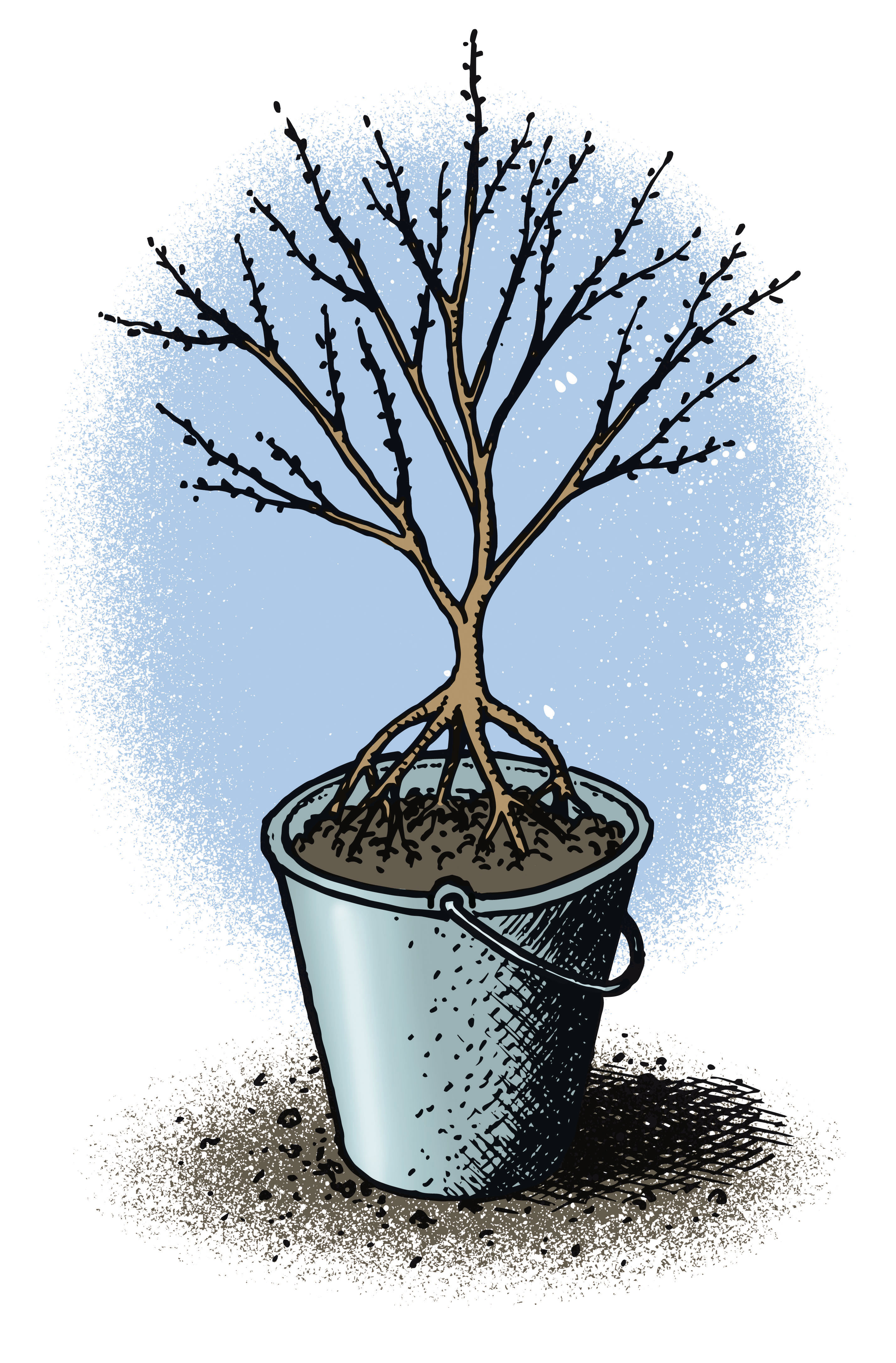
5. Praliner chaque pied d'arbre ou arbuste (cicatrisant des racines).

Plantation des arbres et arbustes
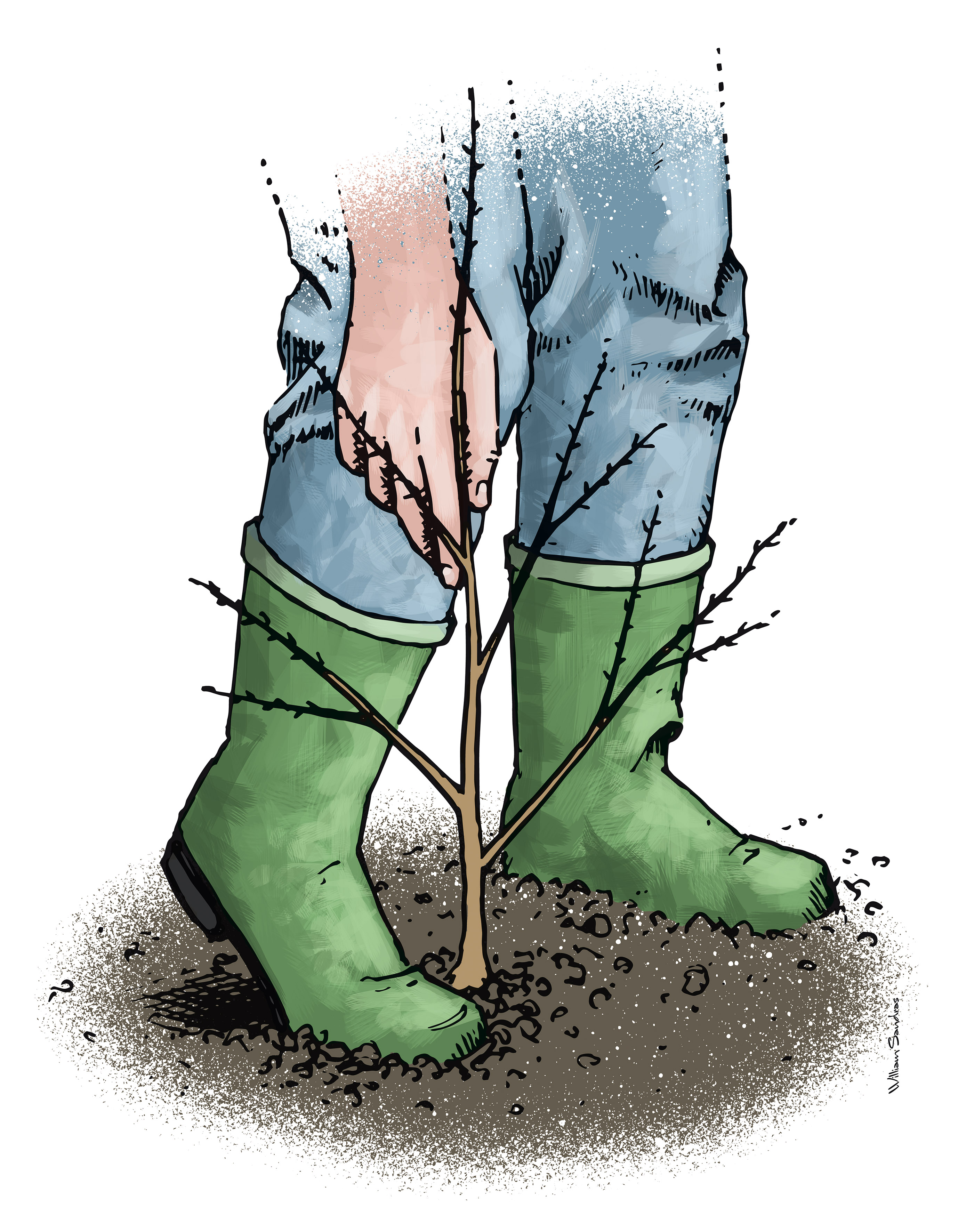
6. Terre sur racines, puis tassement au pied (stabilise le plant).
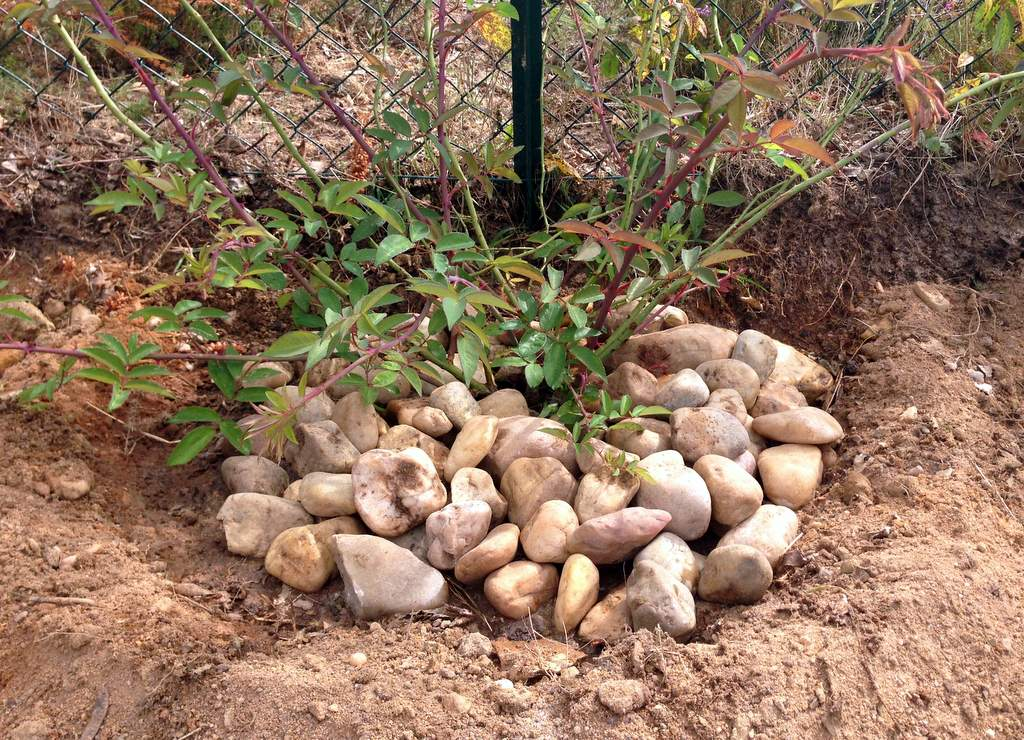
7. Ajout de pierres sur le dessus de chaque trou (drainage du sol).
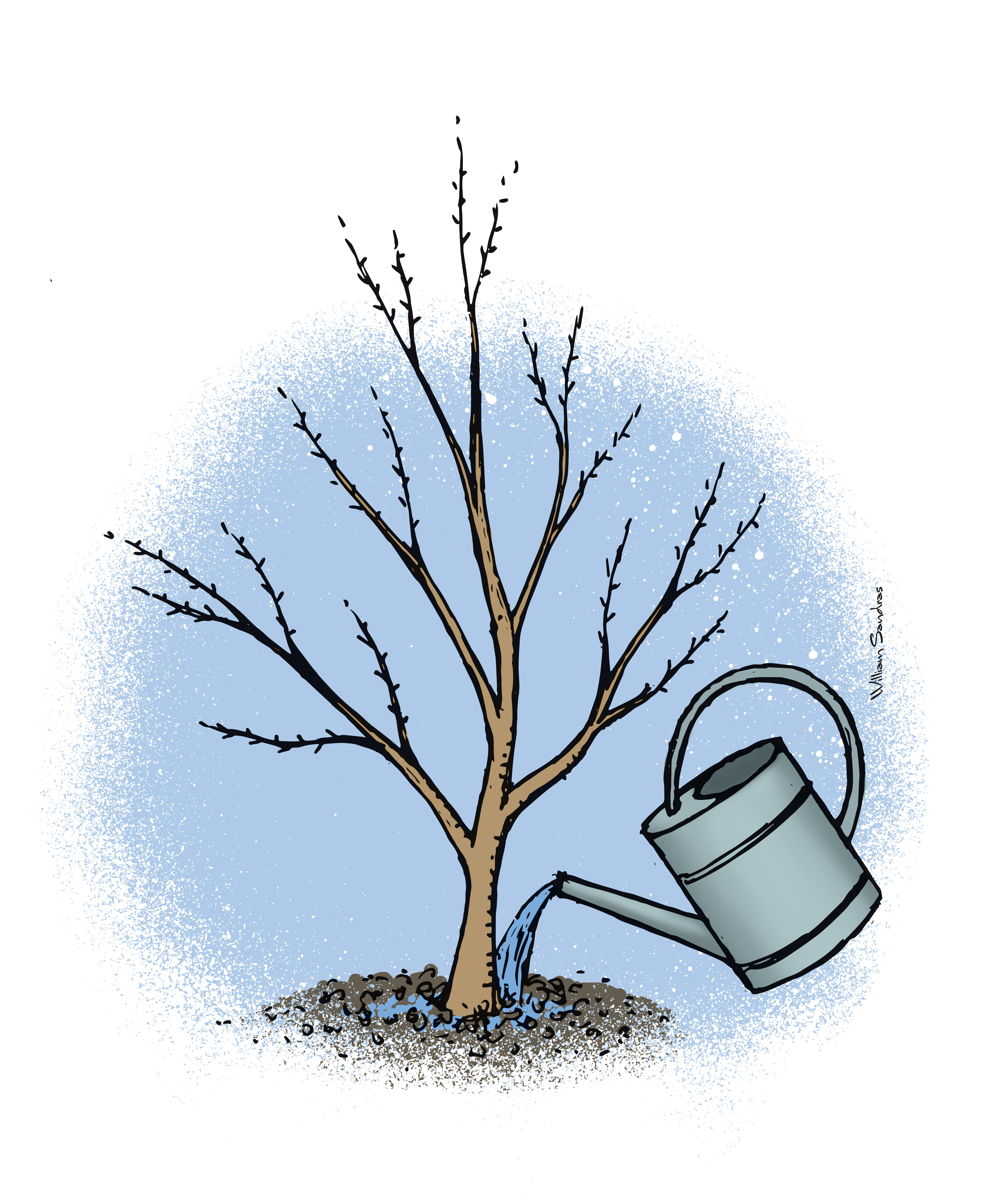
8. Arrosage au pied de chaque plant (verser un arrosoir par pied).
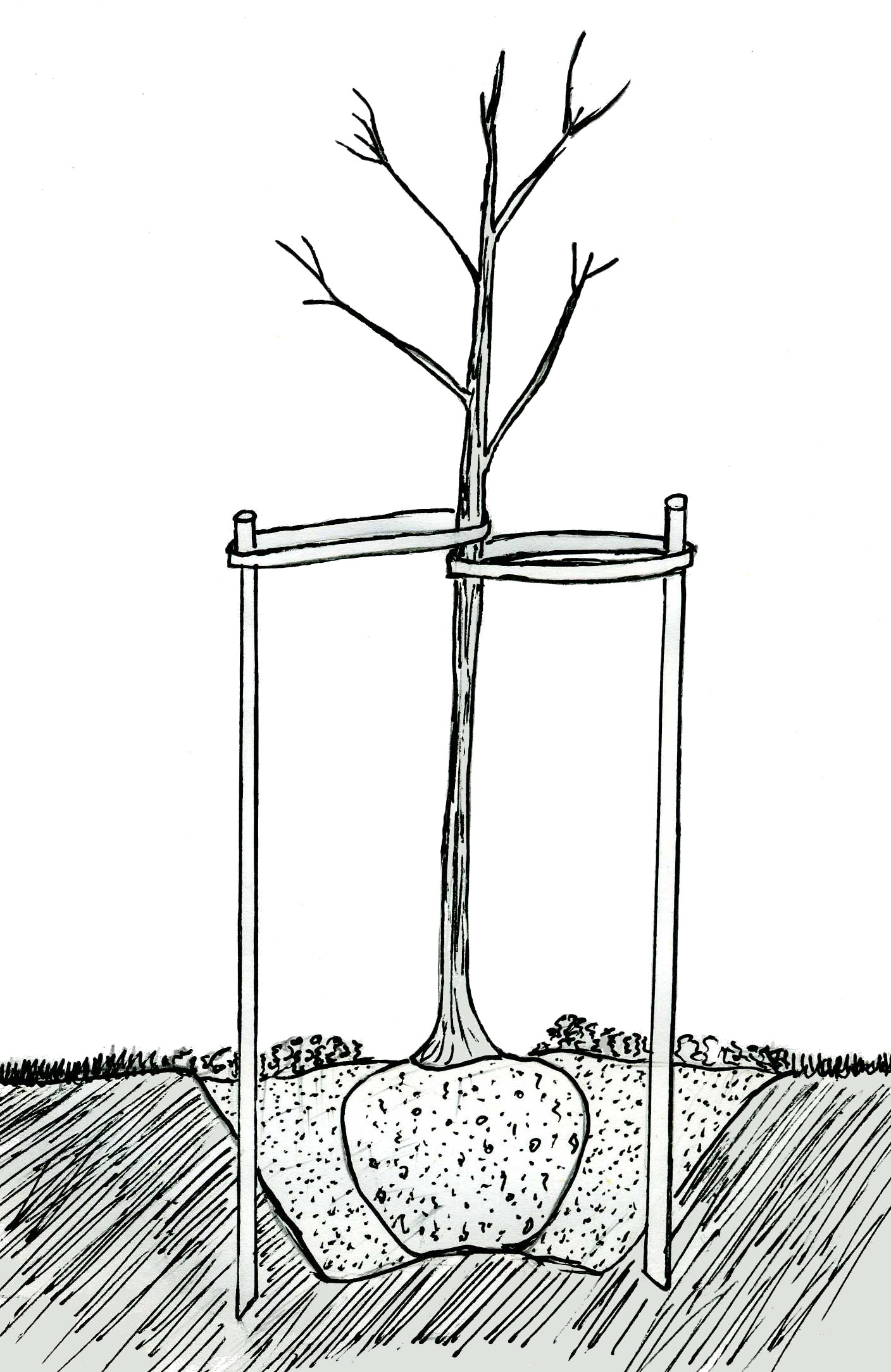
9. Tuteurs au pied de chaque plant (si le lieu est très venteux).
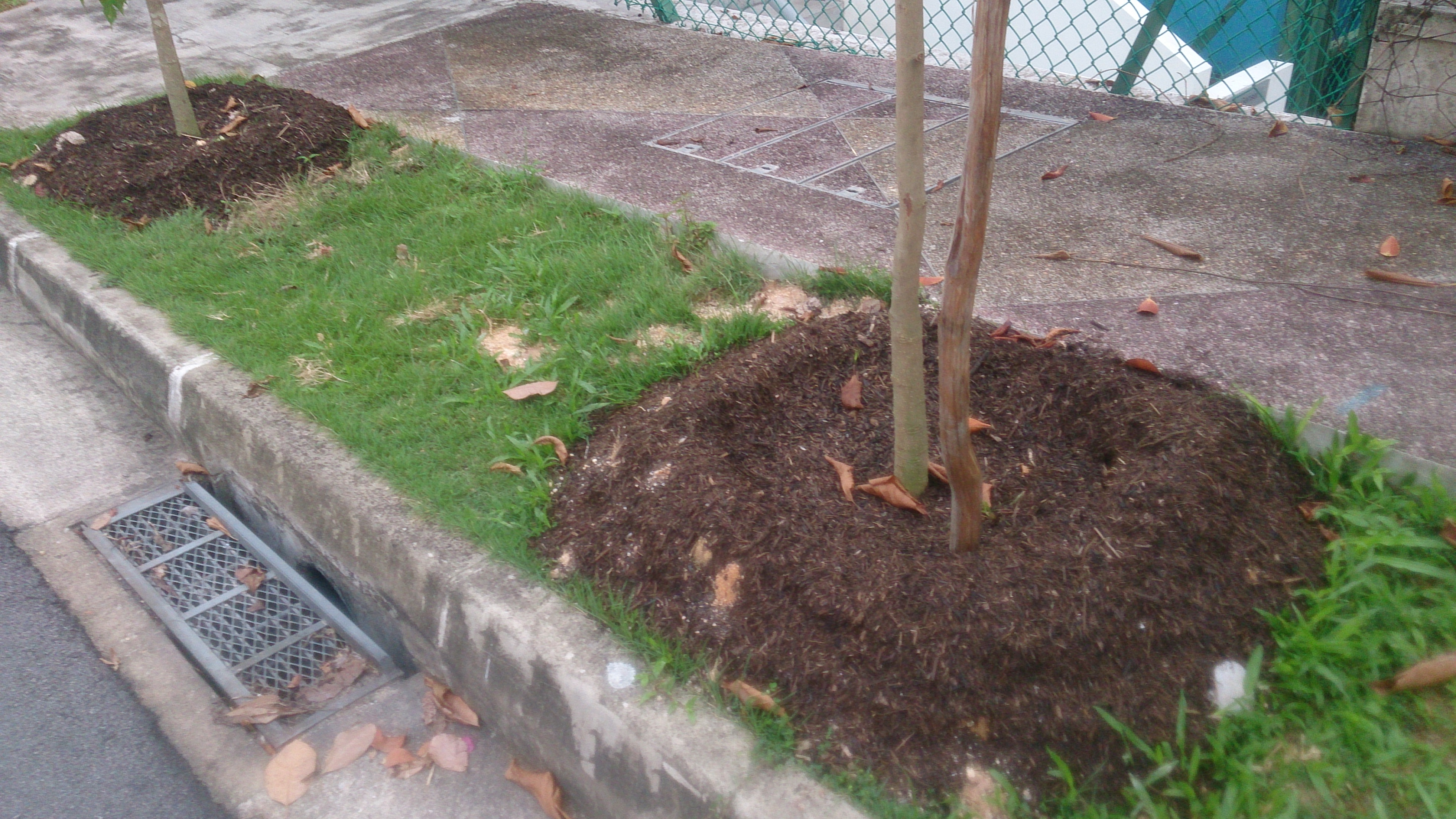
10. Paillage au pied de chaque plant (conserve l'humidité).

Résultats
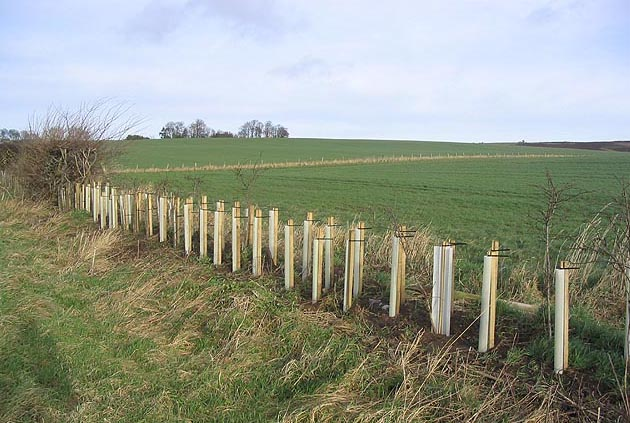
11. Nouvelle haie prolongeant une existante (double rangée plantée en).
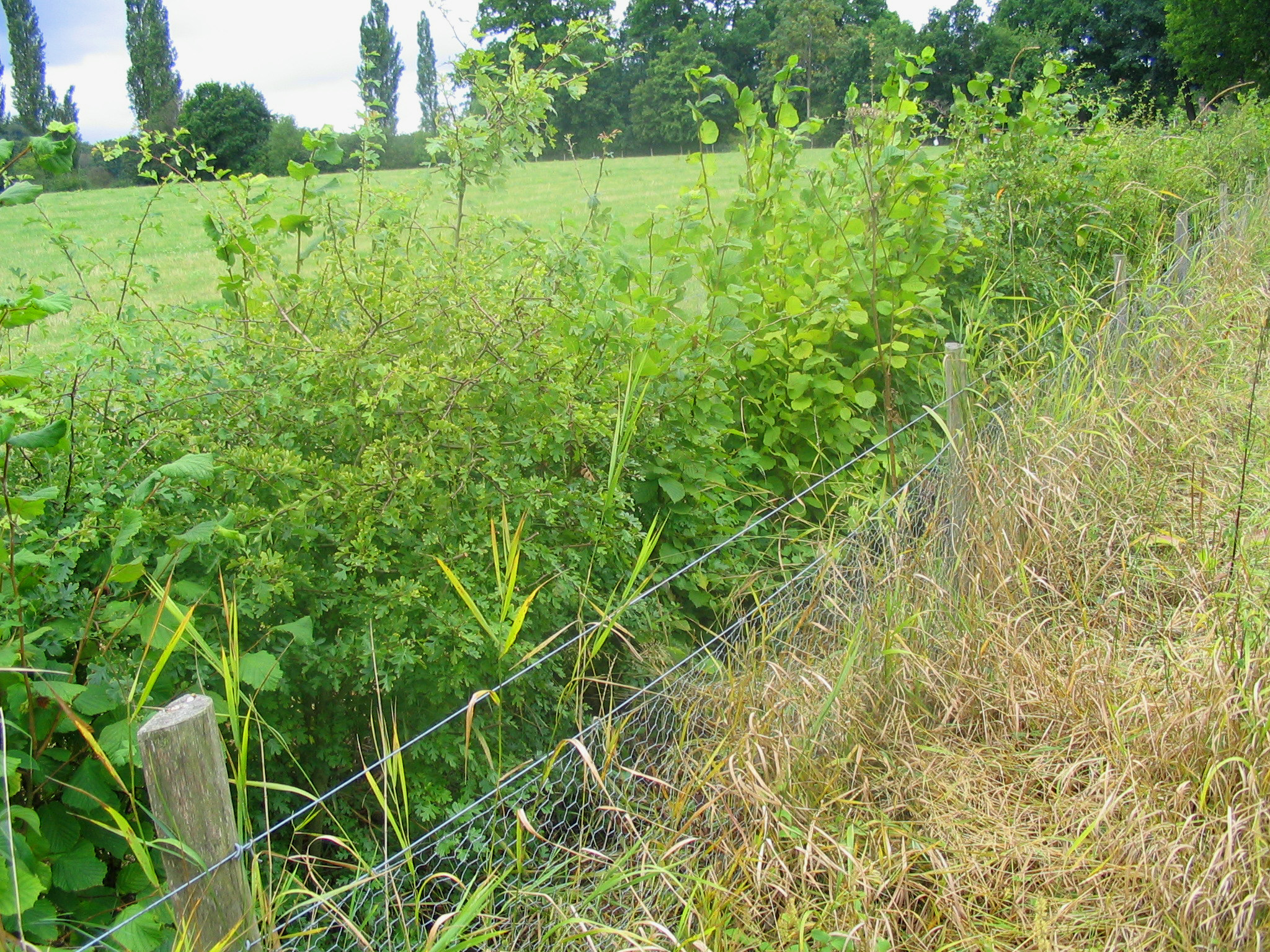
12. Haie vive d'une année après plantation (grillage de protection posé à l'avant).

### En Europe

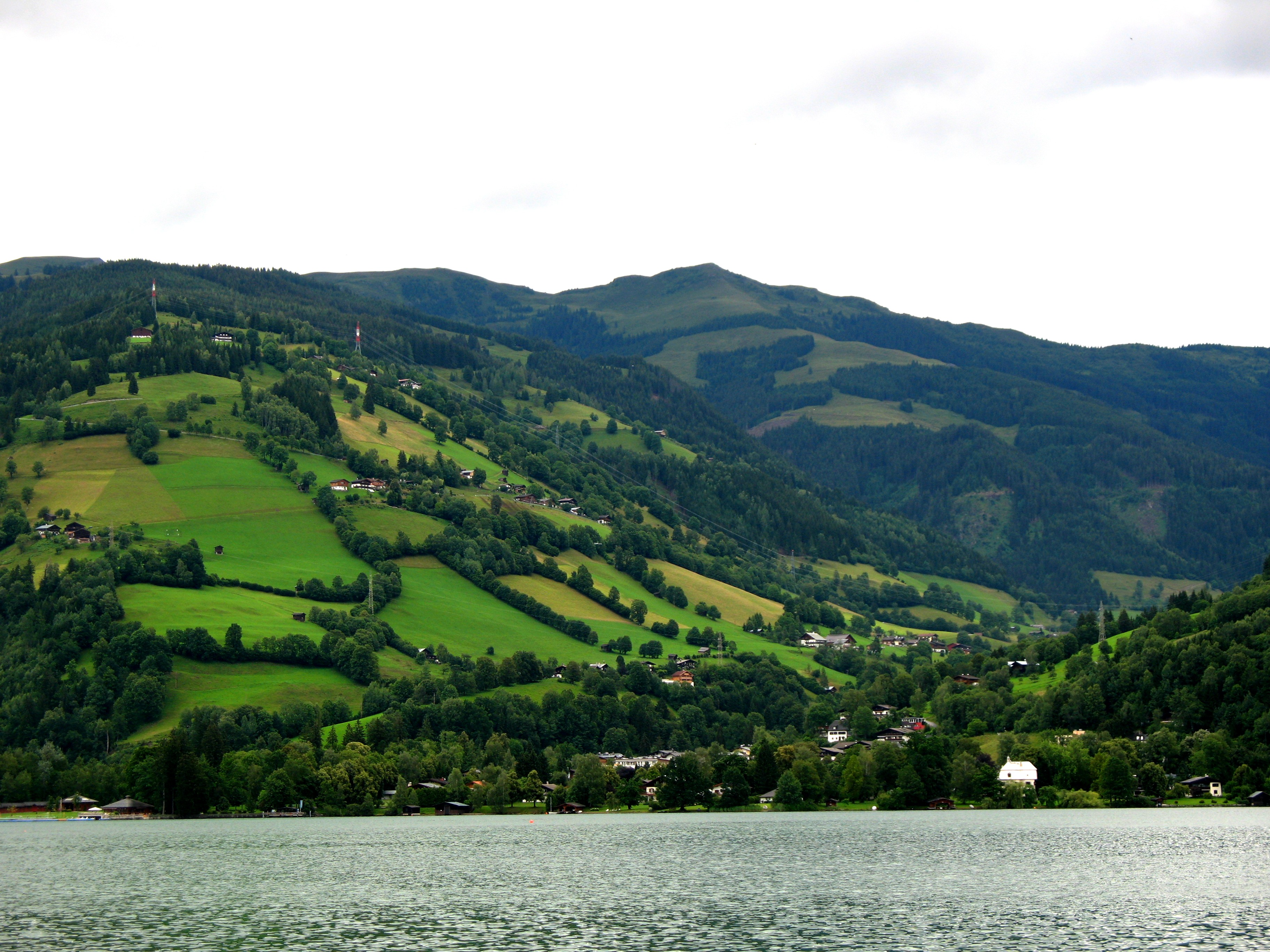
Une structure bocagère bio-diversifiée à protéger par la réglementation : ses haies sont écopaysagèrement connectée aux boisements et forêts, ainsi qu'au rivage lacustre.
Zeller See (Carte), Autriche.